# Székelyek
A székelyek magyar tudatú és magyar nyelvű népcsoport. A székelyek eredetére vonatkozóan több – egymásnak ellentmondó – elmélet létezik. Első okleveles említésük 1116-ból maradt fenn, akkor a Magyar Királyság nyugati gyepűi mentén éltek.
A középkori székelységet még két csoportra lehetett osztani, a nyugati és a keleti székelységre. A valószínűleg kisebb létszámú nyugati székelység a 14. századra azonban teljesen beolvadt a magyarságba. A keleti székelység az áttelepítései során, hasonlóan más nemzetiségekhez – besenyők, szászok, kunok – az ország más közrendű népeitől eltérő sajátos-kiváltságos jogot (mai fogalmak szerint: önkormányzatot) kapott. A 15. századtól kezdve Erdélyben külön rendi nemzetnek minősült.
Jelenleg a székelyek elsősorban az Erdély keleti részén található Székelyföldön élnek, de székelynek vallja magát a Brassótól Nagyszebenig húzódó, úgynevezett Szászföld magyar ajkú lakosságának nagy része is. A bukovinai székelyek az 1764-es „madéfalvi veszedelem” után menekültek át a Kárpátokon túlra, onnan a 19. és a 20. században telepítették vissza őket, ma főként Tolna és Baranya vármegyékben, illetve a Vajdaságban élnek. Jelentős számban telepedtek meg székelyek Budapesten, Magyarország, Moldva és Erdély egyéb részein, Nyugat-Európában, Amerikában és Ausztráliában.
A székelyek eredethagyományát a középkori magyar gesztaszerzők foglalták írásba, akik az 5. századi hunok leszármazottaiként emlékeztek meg róluk. Egyes elméletek szerint a székelyek a honfoglalás előtt, a 8–9. században csatlakoztak a magyar törzsekhez, más elméletek szerint pedig már a Kárpát-medencében várták a honfoglaló magyar törzseket.
A székelyek tömegesen vettek részt a magyar szabadságharcban, képviselőik a magyar nemzet részének tekintették a székely népet. A területi igazgatási rendszerüket a szék rendszert az 1876-os megyerendezés szüntette meg. Az első világháborús magyar vereség és az 1920-as trianoni béke után Székelyföld Románia része lett. Az 1940-es második bécsi döntéssel a terület visszakerült Magyarországhoz, 1944-ben szovjet és román csapatok foglalták el, az 1947-es párizsi békeszerződéssel pedig Székelyföld újra román fennhatóság alá került.
A legutóbbi, 2011-es romániai népszámláláskor a mai értelemben vett Székelyföld területén 810 367 főből 581 159 vallotta magát magyarnak (Aranyosszék nélkül), ők tették ki az ottani lakosság 71,72 százalékát. A román hatóságok különösen 1960 és 1989 között, a kommunista uralom időszakában jelentős asszimilációs-beolvasztó politikát folytattak a székelyekkel szemben. Székelyföld területe jelenleg a központilag irányított román államigazgatás fennhatósága alá tartozik; az 1990-es évektől mostanáig a magyarság szószólói folyamatosan megfogalmazták és megfogalmazzák az igényt Székelyföld területi autonómiájára.

## A székelyek eredete
1927-ben Szádeczky Kardoss Lajos a következőt állapította meg: A székelyek magukat a hunok leszármazottainak tartják. Ezt a hitet őseiktől örökölték, ősi hagyományuk, melyhez szívósan ragaszkodnak.

### A magyar krónikák hagyománya

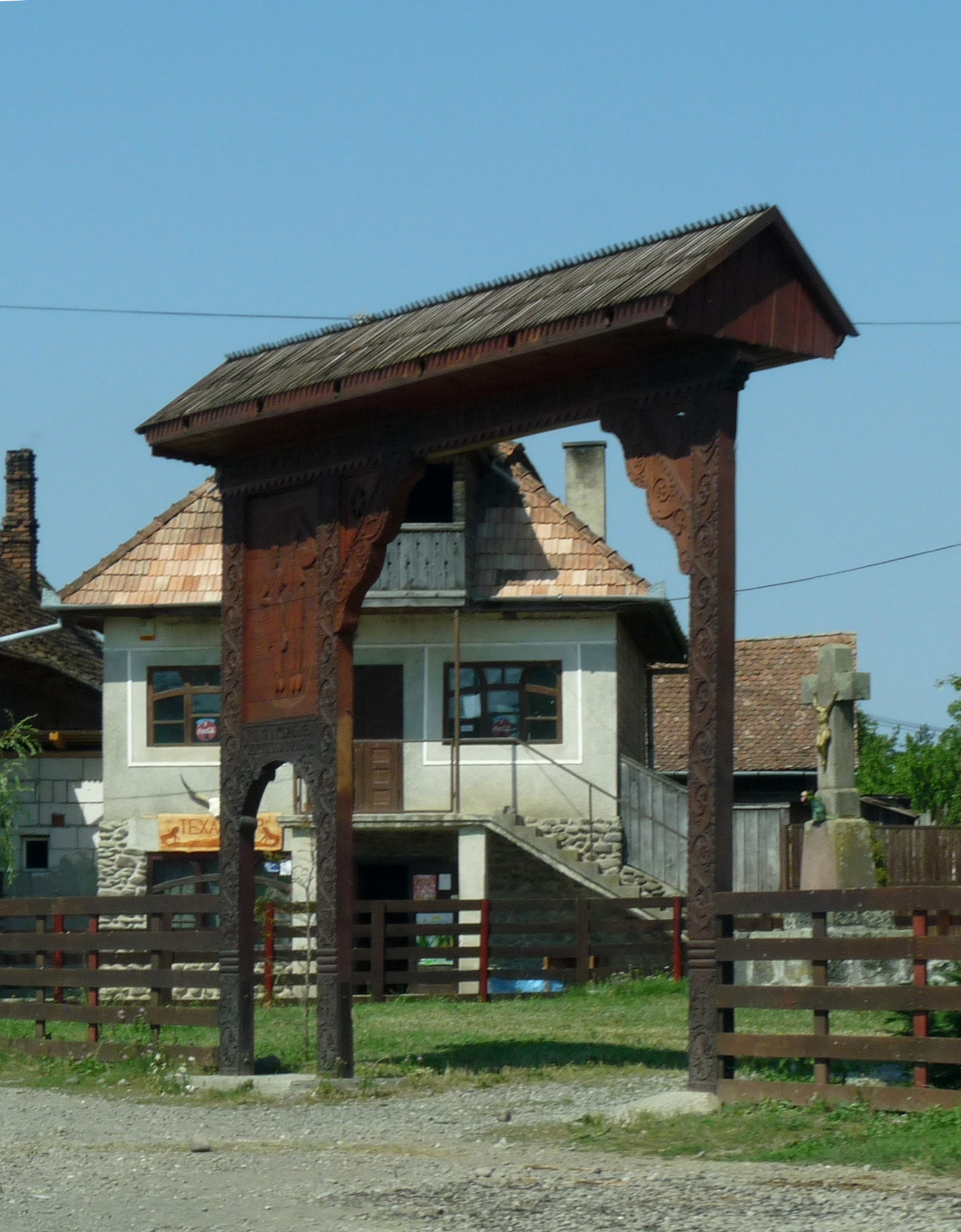
Székelykapu Nyárádköszvényesen, Maros megyében, Románia

A közvetlenül székelyekre vonatkozó írott emlékek a 13. évszázad elejéig vezethetők vissza.
A 13. század elején alkotó Anonymus gesztájában beszámol Ösbő vezérnek a bihari Ménmarót fejedelem ellen indított hadjáratáról. Elbeszélése szerint a „székelyek, akik kezdetben Attila király népe voltak, értesültek a nagy hírű Ősbőről, békésen elébevonultak és fiaikat, különféle ajándékokkal túszul átadták neki, s a Ménmarót elleni harcban Ősbő serege előtt az első csatasort biztosították maguknak.” Ez az első írásos feljegyzés, amely közvetve a székelyek hun származására utal, s amely feltehetően a székely mondai hagyományon alapszik.
Kézai Simon 1282 körül írt gesztája szerint Attila halála után, birodalmának felbomlását követően „megmaradtak a hunokból háromezren, akiket a futás oltalma mentett ki Krimhild csatájából, s akik a nyugat népeitől való félelmükben egészen Árpád idejéig Csigle mezején maradtak, s magukat ott nem hunoknak, hanem székelyeknek hívták. Ezek a székelyek ugyanis a hunok maradékai, akik midőn értesültek arról, hogy a magyarok ismét Pannóniába költöznek, Ruténia határainál elébük mentek a visszatérőknek, miután együttesen meghódították Pannóniát, részt nyertek belőle, de nem Pannónia síkján, hanem a vlachokkal együtt a határvidék hegyei között kapták meg részüket, így hát a vlachokkal elkeveredve állítólag azok betűit használják.”
Thuróczi János 1488-ban kiadott krónikájában megerősíti a szájhagyományt, s a székelyek sajátjának véli a rovásírást: „a mi időnkben nem is kételkedik senki benne, hogy a székelyek azoknak a hunoknak a maradékai, akik először jöttek be Pannóniába, és mert az ő népük, úgy látszik, nem keveredett azóta sem idegen vérrel, erkölcseikben is szigorúbbak, a földek felosztásában is különböznek a többi magyartól. Ők még nem felejtették el a szkíta betűket, és ezeket nem is tintával vetik papirosra, hanem botokra vésik be ügyesen, rovás módjára”.
A székely rovásírás korai, 15. század vége előtt keletkezett emlékeit kizárólag Udvarhelyszék területén sikerült kimutatni, a későbbre tehető emlékek is főleg ezen a területen csoportosulnak.
Kézai Simon gesztájában megemlíti, hogy „a székelyek azt hitték, Csaba elpusztult Görögországban, ezért a nép mindmáig közmondásként használja: »Akkor térj vissza – mondják a távozónak –, amikor majd Csaba visszatér Görögországból.« Ez a Csaba tehát Etele törvényes fia volt, Honorius görög császárnak a leányától született, fiait pedig Edemennek és Ednek hívták. Edemen pedig, amikor a magyarok másodszor jöttek be Pannóniába, az apjának és az anyjának hatalmas rokonságával ide költözött, mert hát az anyja a corosminusok közül származott. Ed viszont Szkítiában maradt az apjánál. Ettől a Csabától ered az Aba nemzetség. Mármost Csaba, miután Szkítiába költözött, a közösség előtt kérkedni kezdett anyja előkelőségével, s emiatt a hunok nemessége megvetette, mondván: nem igazi fia Szkítiának, hanem csak afféle jövevény, idegen népség gyermeke; ezért nem is kapott feleséget Szkítiából, hanem a corosminusok népéből házasodott.”
Csaba személye a székelyek származásának fő mondai alakja.

### A székelyek eredetének tudományos megítélése
A nemzeti krónikásokat követő újabb és legújabb-kori történetírók, történészek, régészek és nyelvészek közül sokan foglalkoztak a székelyek eredetének és nevének kérdésével.
A teljesség igénye nélkül az alábbi hazai történetírók, történészek, régészek és nyelvészek munkái adnak áttekintést a probléma összetettségére és egy végérvényesnek tekinthető, általánosan elfogadható megoldás elérhetőségére vonatkozóan:
| Név                                                     | Időszak, időpont | Valószínűsített székely eredet                                        | Névmagyarázat                                                               | A területfoglalás jellege                                                              | Megjegyzés                  |
| ------------------------------------------------------- | ---------------- | --------------------------------------------------------------------- | --------------------------------------------------------------------------- | -------------------------------------------------------------------------------------- | --------------------------- |
| Anonymus                                                | 13. század eleje | hun                                                                   |                                                                             | ősfoglalók                                                                             |                             |
| Kézai Simon                                             | 13. század vége  | hun                                                                   |                                                                             | ősfoglalók                                                                             |                             |
| Thuróczi János                                          | 15. század       | hun                                                                   |                                                                             | ősfoglalók                                                                             |                             |
| Antonio Bonfini                                         | 15. század vége  | hun                                                                   | népnév (székely (siculus-scythulus) – scytha (szkíta))                      |                                                                                        |                             |
| Timon Sámuel                                            | 1734             | nem hun                                                               | foglalkozásnév (őr – custos)                                                |                                                                                        |                             |
| Benkő József                                            | 18. század       | nem hun                                                               | helynév (székhely(i) – sedis lucus)                                         |                                                                                        |                             |
| Pray György, Fejér György, Kállay Ferenc, Horvát István | 18-19. század    | nem hun                                                               |                                                                             |                                                                                        | Timon elméletét fogadták el |
| Hunfalvy Pál                                            | 1876             | nem hun (I. László kori határőrök)                                    | (székely – (szék-elve))                                                     | telepített nép                                                                         |                             |
| Szabó Károly                                            | 1876 után        | hun (régi nemzet)                                                     | nem ismert jelentésű népnév                                                 | ősfoglalók                                                                             |                             |
| Pauler Gyula                                            | 1878             | hunnal kevert bolgár-eszegel(eszkil)- kabar                           |                                                                             | ősfoglalók, önkéntes beköltözés                                                        |                             |
| Nagy Géza                                               | 1890             | szabir-hun törzs eszegel ága                                          | eszekel bolgár törzsnév                                                     |                                                                                        |                             |
| Tagányi Károly                                          | 1890.            | besenyő                                                               | (megtelepedett – szék)                                                      | ősfoglalók                                                                             |                             |
| Réthy László                                            | 1891 után        | besenyő                                                               |                                                                             | ősfoglalók                                                                             |                             |
| Borovszky Samu                                          | 1894             | nem hun (gót)                                                         | (verekedő harcos – sakula)                                                  |                                                                                        |                             |
| Thúry József                                            | 1898             | hunoktól származó avarok                                              | (nemes-előkelő – szikil, szekil)                                            |                                                                                        |                             |
| Sebestyén Gyula                                         | 1898 után        | keleti székelység: kabar ; nyugati székelység: avar                   | helynév (bekerített – szék) ; (határőr – szikel)                            |                                                                                        |                             |
| Karácsonyi János                                        | 1905             | a magyar nemzet egyik ága                                             | foglalkozásnév (erdőirtó – (sjek-li))                                       | I. László alatt telepítették őket Erdélybe                                             |                             |
| Erdélyi László                                          | 1918-1922        | 894. évi eszekel-bolgár foglyok                                       | nemzet név                                                                  |                                                                                        |                             |
| Hóman Bálint                                            | 1921             | avar, bolgár (hun hagyományú a magyarral rokon önálló nép vagy törzs) |                                                                             | ősfoglalók                                                                             |                             |
| Karácsonyi János                                        | 1924             | gepida                                                                | (sarló – sichel)                                                            | ősfoglalók                                                                             |                             |
| Szádeczky-Kardoss Lajos                                 | 1927             | kabarokkal együtt csatlakozó hun eredetű „szikeliek”                  | helynév (szikek – eszegelek)                                                | a 10-11. század fordulóján költöztek Erdélybe                                          |                             |
| Asztalos Miklós                                         | 1930             | avar                                                                  | nemzet vagy törzsnév                                                        | az avar birodalom bukása után költöztek Erdélybe                                       |                             |
| Németh Gyula                                            | 1935             | török (kabar)                                                         | méltóságnév (nemes-előkelő – szikil, szekil)                                |                                                                                        |                             |
| Mályusz Elemér                                          | 1939             | többségében magyar (kabar)                                            | törzsnév                                                                    |                                                                                        |                             |
| Györffy György                                          | 1941             | csatlakozott nép (kabar)                                              | méltóságnév (nemes-előkelő – szikil)                                        | kisebb töredékét telepítették nyugatra                                                 |                             |
| László Gyula                                            | 1944             | hun-avar – eszekel-bolgár (hun)                                       |                                                                             | részben áttelepített                                                                   |                             |
| Moór Elemér                                             | 1944             | török (-dzekil-cigil) – (kabar)                                       |                                                                             | 13. században telepítették át őket Erdélybe                                            |                             |
| Györffy György                                          | 1950             | csatlakozott nép (eszkil – bolgár)                                    |                                                                             |                                                                                        |                             |
| Pais Dezső                                              | 1967             | avar (~hun)                                                           | (elszökő – sikil-sekil)                                                     | első foglalók                                                                          |                             |
| Kristó Gyula                                            | 1980             | csatlakozott nép (eszkel – bolgár)                                    |                                                                             | 892-ben a magyarokat megelőzve érkeztek                                                |                             |
| Benkő Loránd                                            | 1980             | magyar                                                                |                                                                             |                                                                                        |                             |
| Mesterházy Károly                                       | 1980             | magyar                                                                |                                                                             | 11. században áttelepített, tudatosan szervezett nép                                   |                             |
| Balázs János                                            | 1980             | magyar                                                                | a „gyepü” jelentésű ómagyarkori szék származéka                             | első foglalók                                                                          |                             |
| Szűcs Jenő                                              | 1982             | kabar (eszekel – bolgár-török)                                        |                                                                             |                                                                                        |                             |
| Keszi Tamás                                             | 2023             | paraszociális modell                                                  | a székely szót a szök(ik) igéből képezték az -l/ly deverbális nomenképzővel | a feudális állam és a földesúri rendszer elől menekülő "kóborlókból" kialakuló csoport |                             |

A székelyek eredetkérdésével foglalkozó nemzetközi szakirodalomból, elsősorban a német és román kutatók közleményei a jellemzők:
| Név                | Időszak, időpont | Valószínűsített székely eredet                     | Névmagyarázat                 | A területfoglalás jellege                                         | Megjegyzés                                                              |
| ------------------ | ---------------- | -------------------------------------------------- | ----------------------------- | ----------------------------------------------------------------- | ----------------------------------------------------------------------- |
| Nicolae Iorga      | 1905             | nyugat-magyar népcsoport                           |                               | a 11. században nyomultak Erdélybe                                |                                                                         |
| Sabin Opreanu      | 1939             | mongol eredetű népesség                            | „eszegel”-ből levezethető név | első foglalók, de később települtek Erdélybe                      | Oprenau szerint antropológiai jegyeik alapján a románokhoz hasonlítanak |
| Ion Moga           | 1944             | hun tradíciójú szabad törzs                        |                               | 1170 után költöztek Erdélybe                                      |                                                                         |
| Ottó Mittelstrass  | 1961             | valószínűleg török                                 | (herceg fia – sikil)          | határvédelemre telepített nép                                     |                                                                         |
| Stefan Pascu       | 1971             | török nyelvű lovasnomád népcsoportok keveredéséből | „szikil”-ből származó név     | ősfoglalók, de csak a 11. század végén települtek vissza Erdélybe |                                                                         |
| Hansgerd Göckenjan | 1972             | török lovasnép                                     |                               | mesterségesen szervezett első foglalók                            |                                                                         |

### A genetikai vizsgálatok eredményei
A teljes magyarságot átfogó genetikai elemzések, melyeket Czeizel Endre koordinált az 1980-as években, és amelyek a genetikai távolságot használják a népek genetikai rokonságának összehasonlítására (Hummel és Nei módszerei), kimutatták, hogy a székelyektől a kiskun, a jász és a budapesti kevert népesség (Nei szerint még a palócok is) rövid genetikai távolságra, a csángó, palóc, matyó közepes távolságra, a nagykun népesség pedig hosszú genetikai távolságra található. Az iráni népesség genetikai távolsága szintén rövidnek mondható. Czeizel 1990-ben megjelent könyve a bukovinai székelyek vizsgálati eredményeit tartalmazza, és ezt vetíti ki a teljes székelységre. Ugyanezzel a módszerrel kimutatta, hogy a finn, német, türk népesség közepes távolságra, de meglepő módon az őrségi lakosság genetikai állománya nagyon hosszú genetikai távolságra van a székely népesség genetikai állományától (a csángóktól 3,6; a székelyektől 3,43). Ugyanakkor fontos megjegyezni, hogy ezek a genetikai vizsgálatok a haplocsoport markerek kidolgozása előtt történtek, mivel az 1980-as években még nem volt ismert az a módszer, amellyel génrészletek vonhatók ki több száz éves csontmaradványokból, illetve maguk a haplocsoportok és a köztük levő összefüggések is ismeretlenek voltak még.
Az MTA Régészeti Intézetében 2003 őszén adták át az archaikus csontmaradványokból DNS izolálására és tipizálására képes laboratóriumot, és az archeogenetikai kutatások az MTA Régészeti Intézete és Szegedi Biológiai Kutatóközpontja Genetikai Intézetének együttműködésében kezdődtek el. Az eredmények első összefoglalása 2007-ben jelent meg az American Journal of Physical Anthropology című folyóiratban. A közölt publikáció még csak a kutatások első állomásáról számolt be, a mtDNS haplocsoportjainak keresését célozta a vizsgálat. 15 haplocsoportba tartozó 25 haplotípust sikerült meghatározni, az ázsiai haplocsoportokat (B, M) 1-1 minta képviselte, arányuk együttesen 7,8%. A többi minta mind valamelyik európai haplocsoportba tartozott. Közülük a leggyakoribb a H csoport volt, aránya 26,9% (honfoglaló magyarok), 39,6% (ma élő magyarok) és 36,9% (székelyek). Ez kisebb, mint Európa más népeinél, ugyanis a H haplocsoport Európában ma 46%-os arányban található meg.
Az angol nyelvű közlemény után 2008-ban a Magyar Tudomány című folyóiratban folytatódott az eredmények ismertetése. Ekkor már további csontmaradványok genetikai elemzéséről is beszámoltak, valamint az Y-kromoszómára kiterjedő vizsgálatokat is végeztek. Az eredmények szerint a megfigyelt haplocsoportok általánosan jellemzik a különböző európai populációkat, egyetlen kivételt képez ez alól a székely populációban meglepő módon felbukkanó P-M45*(xM173) klaszter (3,1%), mely Közép-Ázsiában gyakori, de szinte egyáltalán nem fordul elő Európában. Mindkét vizsgált populációban az M173 marker derivált C allélja által jellemzett R1 haplocsoport fordul elő a legnagyobb gyakorisággal (magyarok: 45%, székelyek: 38,2%). Ez a marker körülbelül 30 000 évvel ezelőtt, a felső paleolitikum idején terjedt el Európában Közép-Ázsia irányából. A mai európai férfiak 50%-ának Y-kromoszómáján van jelen ez az SNP marker, és a markerrel rendelkező európai férfiak alapvetően 2 szubklád valamelyikébe sorolhatók be. Az egyik az M17 marker által jellemzett R1a1 haplocsoport, a másik az M269 mutáció által meghatározott R1b3 klaszter. Az R1a1-M17 haplocsoport a magyar populációban közel kétszer olyan gyakran fordul elő (30,0%), mint a székely mintában (18,6%), ugyanakkor a magyar Y-kromoszómáknak csak 15%-a sorolható be az R1b3-M269 leszármazási vonalba. A székelyeknél a két haplocsoport gyakorisága közel egyenlő (R1a1-M17: 18,6%, R1b3-M269: 19,6%). A páronkénti genetikai távolság értékek (Fst) szerint a magyar és a székely populáció közeli rokonságban áll egymással (Fst<0,05; Fst=0,00348), valamint más közép-európai (pl. cseh és szlovák) és balkáni populációkkal. Ugyanakkor a populáción belüli diverzitási értékek (H) alapján az általuk vizsgált magyar és székely populáció genetikailag heterogén összetételű (magyarok H=0,8089, székelyek H=0,8533).

## A középkori székelyek

### A középkori székelység státusza
A középkori Magyar Királyság területén élő székelyek a nyugati országrész határvármegyéinek ispánságai – kezdetben határispánságok – alá tartoztak, a nagyobb tömbben élő keleti székelység pedig a 13. század elejétől a székely ispán fennhatósága alatt állt. A székelyek fölé helyezett ispánok a székelyek katonai parancsnokai és legfőbb bírói, és a középkori székely közigazgatás vezetői voltak.
A katonai segédnépek közé sorolt székelyek, társadalmi státusza más segédnépekéhez hasonlóan kezdetben meglehetősen alacsony volt. A katonai segédnép szerep felértékelődése már csak az Erdélybe telepítetett székelységet érintette, társadalmi emelkedésük alapja a katonai szolgálat volt.
Az Erdélyen kívüli (nyugati) székelyek között voltak szolgasorban élő várnépek, várjobbágy státusban élők, mint a nagyvátyi vagy a bihari Székelyszáz település lakói, de közülük többeket királyi szerviensekké is emeltek.

### A székelyek társadalma
A székelyek hasonlóan a többi keleti néphez, kezdetben valószínűleg vérségi kötelékeken alapuló nemzetségi szervezetben éltek. Zárt közösségük miatt, társadalmi felépítésük archaikus jellegzetességei a középkor alatt mindvégig fennmaradtak, a székelyeknél még a 16. század elején is kimutatható a nemzetségek és az azokon belüli ágak továbbélése. Földjeiket közösen birtokolták, szokásjoguk alapja a személyes szabadság és a közös tulajdon volt, közösségüket az oklevelekben universitasnak nevezték.
A székelyek univerzitása hat nemzetségre, nemzetségeik pedig négy-négy ágra oszlottak.
Székely nemek és ágak:
1. Örlöcz nem: Szovát, Bod, Seprőd, Eczken ágak
2. Meggyes nem: Dudor, Kürt, Gyáros, Meggyes ágak
3. Adorján nem: Vaja, Telegd, Váczmán, Poson ágak
4. Ábrahám nem: Új, Karácson, Gyerő, Nagy ágak
5. Jenő nem: Boroszló, Balási, Új, Zomoru ágak
6. Halom nem: Halond, Náznán, Péter, György ágak

A nemzetségneveik magyar nevűek, köztük pedig magyar törzsnevek – Jenő, Kürt – is előfordulnak. A nemek és ágak között találhatók keresztény nevek: Ábrán (Ábrahám), Karácson(y), Péter, György és Adorján (Odorján, Hadrián). Az Eczken, Váczmán, Náznán nevek eredete vitatott.
Györffy György a hat nemet, a három nemzetség tisztségviselő részeként azonosította, a székelyek társadalmát pedig – kívülről – szervezett társadalomnak tartja. Szerinte az ágak tiszti nemzetségek, a székely ágaknak a Székelyföld területi beosztásához nincs köze. A nemek és ágak eredete a 10. századi különböző honfoglaló törzsekből származó jobbágy- (miles) réteggel azonosítható. A székelység három genusa megfelel az István király törvényeiben foglalt szabadok három (comes – potior; miles – loffew; pauper – communitas) rétegének. A székely nemnek és ágnak tehát ugyanaz a társadalmi funkciója volt, mint a magyar nemesi, jobbágyi és udvarnoki genusoknak.
Sándor Imre már a múlt század elején kimutatta, hogy a késő középkorból ismert székely nemzetségi szervezet nem lehet azonos az egykori vérségi alapú nemzetségi szervezettel. Ma több kutató is tényként kezeli, hogy a székelység késő középkori nemzetségi szervezete nem más, mint a tisztségek (hadnagy és bíró) évenként változó 24 éves ciklusának az öröklési rendje. A településtörténeti előzmények is azt támasztják alá, hogy a nemzetségi szervezet a külön történettel rendelkező székely székek létrejötte után lett kialakítva, és semmi köze az eredetkérdésben perdöntő érvként uralkodó törökös (oguz) nemzetségi szervezethez. A székely nemek és ágak vegyes elnevezései, a szabályos felosztás, a székelység eltérő országrészekből való eredete, valamint az a tény, hogy a székelység székelyföldi megtelepedésében nem ismerhető fel semmilyen szabályos rendszer, arra utalnak, hogy ez a szervezet utólagosan – mint mesterségesen kialakított katonai és közigazgatási szervezet – a Székelyföldön jött létre.
A 14. és 15. századi forrásokban viszont többször is a székelyek három neme tűnik fel – comes trium generum Siculorum, universos syculos trium generum – amit egyes kutatók (pl. Szádeczky is) a székelyek eredetibb három nemzetségére vonatkoztattak. Györffy György szerint, viszont már a legkorábbi források világosan kimondják, hogy e három genus a székelyek három társadalmi rétege. Ezt támasztja alá a székely társadalmi szervezetet először leíró, 16. század eleji kódexbe másolt szövegrész is:
A székelyeket három nembelinek (trium generum) mondják : a tehetősebbek (potiores) vagy primorok, a primipilusok köznyelven lófönek vagy főlónak nevezettek (vulgo Loffew et Fewlo appellati), a közösségbe tartozók, egyszerűek és másoknak alávetettek (qui nomine Communitatis tenentur, simplices scilicet, et subditi aliorum).
A hármas társadalmi tagolódást több más kutató is felismerte – Társadalmi tagolódásuk hármas volt: gyalogok, lófők és előkelők (primor).; Már Hóman Bálint is megállapította, hogy a primorok és primipilusok osztálya pontosan fedi a – későbbi – főnemesi és köznemesi osztályokat, de a társadalmi és vagyoni különbségek sokkal kevésbé szembeszökők, mint a nagyobb nemzetek gazdagabb társadalmában. Más vélemények szerint viszont a székelység két rétegre oszlott: közszékelyek és vezetőréteg. Ez utóbbi csak irányította a társadalmat, egyébként egyenlő rangúak voltak a közszékelyekkel. Téves a három nemzet alatt a főrendű, lófő és gyalogszékelyt érteni, mivel a korai időkben (9. század) a székelyek mindannyian lovas katonák voltak, és a főrend nem létezett, csak a későbbi időkben (a 14. század után) alakult ki.
A kódex további szövege szerint a székelyek három neme egyetemlegesen birtokolja az öröklött javakat, a primorok és primipilusok csak öröklött tisztség útján állnak a közösség felett, amely évenként szállt rájuk a hat nem szerint.
Nem különbözött a székelység közigazgatási szervezete sem lényegesen a megyék – kezdetben nemzetségek – István király alatt kialakult szerkezetétől. A székelyek ugyanúgy ispán vezetése alatt állottak (Comes Siculorum), mint a megyék; hadnagy, később kapitány (maior exercitus) vezette a katonáskodásra kötelezetteket csatába, mint a vár jobbágyságát; bíró (judex regius, summus judex) ítélkezett a nép felett, mint a vármegyében. A két utóbbi tisztséget a lófők látták el, akik közül a székelyek évenként választottak tisztségviselőt. A lófők tették ki az ágakból kiállított századot (ágszáz-réteg), az ágak tehát a tisztségviselők ágai voltak. – Szerepük hasonló lehetett a királyi várszervezet száznagyainak szerepéhez, akik a centurionatusoknak, a királyi szolgálónépek szervezési egységeinek az élén álltak.
A társadalom rétegeződését, vagyoni tagolódása – hadizsákmányból származó és állat-vagyonbeli különbségek – is előmozdította. A 15. században a nemzetségi szervezet helyét, az etnikai autonómiával rendelkező más népekre is jellemző, területi egység alapú székrendszer vette át. A hét székely szék egyeteme (Universitas Siculorum septem sedium Siculicalium) élén kezdetben továbbra is a székely ispán, a középkor végén (1462 után) pedig az erdélyi vajda állt. A népesség növekedésével a székek száma is nőtt.
A székek számára a jelentősebb ügyekben a székely ispán ítélkezett a fentiekkel és tizenkét választott személlyel, amint az 1555. évi székely konstitúciók említik mint régi szokást. A székektől mint főszékhez, Udvarhelyhez lehetett fordulni, onnan a székely ispánhoz és végül a királyhoz. Egy ideig a székely nemzet közgyűléséhez szintén lehetett folyamodni, ám rendszertelensége miatt ez a forma megszűnt. .
Az etnikai autonómiát nyert népek területi tagolódása és törvénykezési formája a székrendszerben valósult meg.
Ez nemcsak önállóságukat biztosította, hanem a szokásjog világában élő középkori ember számára csak így valósulhatott meg az igazságszolgáltatás, mert e népek között a magánjog (öröklés-, család- és vagyonjog) területén sajátos, csak az illető népcsoport által ismert normák szerint ítélkezhettek. A 13. században keletkezett kiváltságlevelek óriási jelentőségét az adja, hogy a bennük lefektetett normák szerint a 19. század utolsó harmadáig, mintegy 600–650 évig – ha némi változás és módosulások közepette is – éltek az említett népek.
Az erdélyi székelyek, szászok és magyarok kiváltságos rétegei 1437 őszén a kápolnai unióban léptek szövetségre, ami egyben az erdélyi rendiség alapjait is megteremtette.

#### Kiváltságaik, szabadságjogaik kiteljesedése
A kis számú okleveles adatokból levont következtetések szerint, a székelység önkormányzati szerveinek kiépítése és a Székelyföldhöz fűződő területi jogaik megszerzése, illetve ezek kiterjesztése egy folyamatnak tekintendő – nem pedig egy kezdettől fogva létező entitásnak –, amely a 13-14. század során teljesedett ki.
A terület sajátos jogállását – a 13. században, a királyi vármegyerendszer felbomlásával és a nemesi vármegye kialakulásával párhuzamosan – királyi kegy szavatolta. Kiváltságaikat és jogaikat pedig a sajátos jogállású földhöz való tartozás garantálhatta. A Székelyföldet az ott élők, kollektív szabadságjoguk alapján – elvileg – köztulajdonnak tekintették.
A székelyek előjogainál fontos megkülönböztetni a nyugati és keleti székelyeket. A nyugati székelyek kötöttebb szabadságjogokkal rendelkeztek, köztük voltak szolgák és voltak várjobbágyi szabadságot élvezők. Nincs tudomásunk arról, hogy egységes, közös szabadságjoggal rendelkeztek volna. Sőt az a tény, hogy különböző jogi helyzetben voltak, inkább azt igazolja, hogy nem volt közös szabadságjog a nyugati székelyeknél, míg a keletiek hadkötelezettségük okán voltak nemesi joghoz hasonlóval felruházva. Azaz a székelyek szabadsága egyszerre közösségi és személyes is volt. A székely ember szabadon járhatott a királyságon belül, akárcsak más, bármilyen rangú nemesember. Ezért tekintették a székely „státuszt” egyenlő értékűnek a nemesi státusszal. A székelyek tulajdonosai voltak a földnek, amelyen éltek. A magyar király nem adományozhatott földet a Székelyföld területén, és felségsértés vagy magvaszakadás (örökös hiánya) esetén a tulajdonjog visszaszállt a közösségre. A föld tulajdonjoga szempontjából a székelyek erősebb jogállásban voltak, mint a nemesek és sok történész ezt a jogállapotot a székelyek mint ősfoglalók – akik Árpád magyar honfoglalásakor szereztek földet – elismerésének tekinti.

#### A székelyek adózása
A korai középkorra a természetben történő adóztatás volt a jellemző, minden nép azzal adózott, amit termelt. A termelés lehetőségeit pedig a népek hagyományai és földrajzi viszonyok szabták meg.
Az Árpád-házi királyok alatt IV. Béla 1256. évi oklevele szerint, a rideg és később félrideg állattartással foglalkozó székelység az adóját aprómarhában szarvasmarhában és bármilyen más állatban teljesítette.
Több 13. századi oklevél szerint, a székelység a katolikus egyház számára szedett tizedet is hasonló módon teljesítette. Mária királyné 1262-ben, Fülöp esztergomi prépost kérésére megerősíti az esztergomi egyháznak a „székelyek barmainak dézsmájához való jogát”.
Vencel király (azaz László) 1301 évi oklevele Oláhfaluhoz (villa Olachalis), mint királyi faluhoz kapcsolódóan a „kepéken túli tizedek, a dicatio és az ökörsütés alól” ad felmentést. A „dicatio” (rovásadó) mellett említett „ökörsütés” később a székelyek jellegzetes adójává válik.
Györffy György szerint a székelyek adózási módjáról megállapítható, hogy sajátos etnikai adózás, mely rokon az eszkil-bolgárok adózásával s abból levezethető. Az eszkil bolgároknál az volt a jogszokás, hogy ha valaki nősült, lovat adott a királynak. Lovat adott a székely akkor is, amikor még egyetemlegesen lovon harcoló katonai segédnép volt. A földművelés uralkodóvá válásával a ló helyét a szántó ökör foglalta el. A lóadózás maradványának tekinthető az 1499-i székely konstitúció azon rendelkezése, hogy a király által kinevezett ispánnak mind a hét szék egy-egy lovat köteles adni. A 13. században azonban még nagyobb számú ló adásáról is tudunk.
A közszékelyek – középkor végi – ököradója (signatura boum) nem tekinthető egyedüli székely sajátosságnak, ez az adónem már II. András 1222. évi törvényeiben is megtalálható.
Ököradóként, a király házasságakor és fia születésekor (1473), illetve később az uralkodó házasságakor, koronázásakor és első fia születésekor (1499–1607) minden telkes székely 1-1 ökröt volt köteles beszolgáltatni. Az összegyűjtött ökrökre a király bélyegzőjét sütötték rá; innen az „ökörsütés” elnevezés.
A 15. századi 36-40 000 ökörre becsült adó a 16. század elejére – a székelyek első két rendjének az adózás alól való kiválásával – jelentősen (kb. 12 000 ökörre) csökkent. Az adó teljesítését több esetben is fegyverrel kellett kikényszeríteni, 1506-ban Tomori Pál fogarasi főkapitány kapott erre megbízást.

### A székelyek hadviselése
A székelyek kiváltságai és társadalmi emelkedésük alapja a katonai szolgálatukkal kapcsolatos. A székelyek kezdetben a határispánságok fennhatósága alá rendelt katonai segédnépek közé tartoztak, akik „szokás szerint a magyar csapatok előtt jártak”. Társadalmi státuszuk ennek megfelelően alacsonynak tekinthető.
A székelyek hadviselésére utaló első tudósítás, II. István uralkodásának idejére esik és az Olsava folyó melletti, 1116. évi csatával kapcsolatos. A csatában a magyar had könnyűlovas-íjász elővédjének szerepét látták el. A csata egyetlen sikeres hadmozdulatát az elővéd hajtotta végre, ennek ellenére a magyar forrás a székelyek helytállását a lekicsinylő „igen hitvány” jelzővel minősítette. 1146-ban a Lajta folyó menti csatában szintén székelyekből és besenyőkből álltak a magyar sereg előhadai, magyar megítélésük ez esetben is hasonló. A német és cseh források szerint viszont mindkét esetben vitézül helytálltak.
Az országon kívüli első ismert nagyobb hadjáratban történt részvételük 1210-ben Bodon elfoglalásával kapcsolatos. A hadjáratot a Türje nembeli Joachim szebeni ispán vezette, a Szebenből indított hadban (Saxonibus, Olacis, Siculís et Bissenis) szászok, oláhok, székelyek és besenyők vettek részt. A hadjárat leírása IV. Béla egy 1250. évi oklevelében maradt fenn, amely II. András egy régebbi oklevelének az átiratát is tartalmazza. 1217-ben II. András keresztes hadjáratában a Szentföldre is eljutottak, 1228-ban ismét egy bulgáriai hadjáratban vettek részt.
Katonai szerepüket jól jellemzi a II. Ulászlónak írt panaszlevelük alábbi részlete:
 … az ország oltalma érdekében minden egyes hadjáratukban és hadrakelésükben részt vettünk és elődeink vére bőven folyt a különböző országokban, úgymint Moldvában, Havasalföldön, Szerbiában, Törökországban, Bulgáriában és sok patak áradt meg vérünktől, tagjainkból és csontjainkból pedig halmokat emeltek …
Az ország közvetlen védelmével kapcsolatban a tatárjárást követően a székelyek és románok végezték az erdélyi hágók lezárását. 1285-ben az aranyosi székelyek a lázadó kunok, majd pedig az újra betörő tatárok elleni harcokban tüntették ki magukat. 1345-ben Lackfi András székely ispán vezetésével az Erdély határait háborgató moldvai tatárok ellen folytattak sikeres hadjáratot, 1346-ban pedig önszántukból vonultak a tatárok ellen és újra győzelmet aratva a tatárokat a határ menti moldvai területek elhagyására kényszerítették. 1375-ben a hűtlenné vált havasalföldi vajda ellen vonultak fel a király oldalán, 1394-ben pedig a szintén hűtlen moldvai vajda ellen indított hadjáratban vettek részt – Kanizsai (II.) István székely ispán vezetése alatt ekkor is mint elővédek, a királyi haderő útjának biztosítását látták el. Az 1396. évi nikápolyi katasztrófa után közvetlen védelmi szerepük felértékelődött, katonai igénybevételük fokozódott.
Az ország határain belül a törökök először 1421-ben, Brassó alatt mértek vereséget a székely és szász seregre. 1432-ben a Szörénységre majd a Barcaságra irányuló török és havasalföldi támadás során már a Székelyföld is súlyos károkat szenvedett. 1437-ben ispánjaik vezetése alatt az erdélyi parasztfelkelés leverésében vettek részt. 1442-ben Hunyadi Gyulafehérvár melletti, 1479-ben pedig Kinizsi kenyérmezei győzelmének a részesei.
A katonai segédnép szerep felértékelődése már csak az Erdélybe telepítetett székelységet érintette. A székelyek a székely ispán vezetése alatt álltak, aki külső katonai vezetőjük és egyben legfőbb közjogi elöljárójuk is volt. Saját katonai elöljárójuk a hadnagy (maior exercitus – első előfordulása 1324-ben), később pedig a kapitány volt. Feladata a hadba vonuló székely sereg összehívása és felvezetése, békeidőben pedig a hadkészültség ellenőrzése a „lustrálás” végzése volt, de más egyéb közigazgatási feladatokat is elláttak.
A 14. század során a katonáskodó székelység között differenciálódás figyelhető meg – trium generum Siculorum kifejezés megjelenése. Mátyás király 1473-ban Mérai Magyar Balázs erdélyi vajdával a lovas előkelőket és a közrendű gyalogokat már külön-külön lajstromba íratta.:
… hű székelyeink körében késedelem nélkül általános szemlét tartva külön jegyzékbe foglaljátok saját állapotukban az előkelőktől származó lovasokat, akik állandó megkülönböztetésül lófőknek fognak neveztetni, a gyalogokat pedig egy másik jegyzékbe …
Mátyás király 1463. április 26-án megerősítette a székelyek hadfelkelését, illetve új rendelkezésekkel pótolta. Rendelete szerint:
A székelyek az ő régi szokásuk szerint az ország hadseregébe haderejük kétharmadát tartoznak küldeni, harmada minden eshetőségre otthon hagyatván.
Ugyanakkor előírta lajstrom (lustrum, regestrum) vezetését is a hadkötelesekről:
ha az atya fiával egy kenyéren él, hasonlóképpen ha két fivér osztatlan birtokon gazdálkodik, az ilyenek közül csak egyik köteles hadba menni, még ha fejenkénti felkelés rendeltetett is el. Ha az ilyen a hadban elesik, a másik nem küldhető helyébe. Ez a szabály mind a három nemzetre kiterjedt.
II. Ulászló kiváltságlevele, melyben 1499. július 13-án a székelyek régi szokásjogát erősítette meg, a hadszervezetről és hadakozásról ezt tartalmazza:
Midőn a királyi felség kelet felé, azaz Moldva ellen személyesen hadat vezet, akkor az összes székelyek fejenként, ti. lovasok és gyalogok, tartoznak harcosok módjára őfelsége egész serege előtt járni, és őfelsége országa határán kívül 15 napig saját költségükön bevárni az ütközetet; azután visszajövet a királyi sereg mögött járni. Továbbá, midőn őfelsége eme keleti részek felé a maga helyettesét (suam personalem praesentiam) küldi hadakozni, akkor a székelyeknek éppen fele tartozik vele menni, a fennebb említett módon (ti. előhad és utóhad alakjában). Továbbá, midőn őfelsége déli irányban, azaz a havaseli részek ellen személyesen megy hadba, akkor az összes székelyeknek, ti. lovasoknak és gyalogoknak éppen fele, hasonlóképp 15 napig az őfelsége országa határain túl tartozik az ütközetet bevárni, menet a sereg előtt, visszajövet hátul járván. Midőn pedig a havasalföldi részek ellen a királyi felség helyettese vezeti a hadat, akkor a székelyek éppen ötödrészükkel tartoznak szolgálni és harcolni. Végre pedig, midőn a királyi felség nyugat felé személyesen megy hadjáratra, akkor a székelyek tartoznak minden tíz telkes székely részéről egy-egy zsoldost küldeni őfelsége szolgálatjára. Ha pedig azon részek (ti. nyugat) felé őfelsége helyettese vezet hadat, avagy észak felé őfelsége személyesen indul háborúra, akkor a székelyek huszadrészenként tartoznak egy-egy zsoldost küldeni. A sereg ilyen kirendelésekor minden szék tartozik a főemberek közül egy kapitányt adni.

### Székely migrációk
Az erdélyi székely helységnevek és a nyugat-magyarországi helységnevek közötti azonosságok, valamint a ma élő székely és a nyugat-magyarországi lakosság nyelvjárásainak hasonlósága alapján feltételezhető, hogy létezett egy nyugat-kelet irányú tömeges székely vándorlás – erről leszakadt (esetleg a korábbi lakhelyén maradt) népelemek alkothatták a későbbi nyugati székelységet. A tömeges áttelepülés időpontját egyes történészek a 12. század elejére tették.
A 11-12. században az erdélyi Fehér megye Maros–Küküllő és az Olt közötti hátságán már székelyek laktak. A 13. század elején Sebes, Kézd, Orbó és Daróc vidékén voltak népes telepeik – az aranyosszéki székelyek levelei szerint, elődeik a 13. század közepe előtt már Kézd vidékén éltek.
A sebesi és az orbai székelyek a Maros völgyéből Szebenen át a Vöröstorony szoros felé tartó hadi utat őrizték, a kézdi székelyek pedig a Nagyküküllő mellékéről az Olt-kanyar és a Barcaság hágói felé vezető másik fontos utat felügyelték. A szászok előtt ezen két távoli terület között is laktak székelyek, a szászok későbbi selyki és medgyesi széke területén – e két szék ugyanis 1402-ig a székely ispán joghatósága alá tartozott.
A „Királyföldön” élő székelyek tömeges Székelyföldre települését, a dél-erdélyi szászok kiváltságainak rendezése (Andreanum) váltotta ki. II. András 1224-ben, az erdélyi szász hospeseket egységesen a szebeni ispán hatalma alá helyezte:
… hogy az összes nép Szászvárostól kezdve egészen Barótig … egy nép legyen, és egy bíró által ítéltessék …
Egyidejűleg, pedig a terület elhagyására kötelezte mindazokat a népelemeket, akik vonakodtak a szebeni ispán joghatóságát elfogadni. Az Andreánumban körülhatárolt területen élő székelyek ekkor települtek át a Háromszéki-medencébe, és magukkal vitték a helyneveiket is. Az Andreanum még a régi nevén említi a sebesi székelyek földjét (terra Siculorum de Sebus), de mint már szászok lakta földet, így a sepsi székelyek már 1224 előtt biztosan elhagyták sebesi lakhelyüket. Azok az 1213. évi egyházi rendelkezések, amelyek az erdélyi püspök dézsmajogának fenntartására vonatkoznak a Barcaságba települő székelyeket érintően, ugyancsak a korra jellemző jelentős települési mozgalmakat igazolják.
A kézdi székelyek áttelepedése a Feketeügy feletti vidékre, szintén ebben az időszakban történhetett, mivel 1231-ben már szászok laktak Szászkézd vidékén. A kézdi székelyek egy csoportja már ezen új területről költözött át, 1262–1272 között az Aranyos melléki tordai várföldre – Karácsonyi János áttelepülésüket, V. Istvánnak feketehalmi tartózkodása alatti, szolgálataik ellenében tett adományával magyarázta.
A Szászorbó mellől áttelepült orbai orosz-székelyek csak jóval 1247 után foglalták el új földjüket, mert a későbbi Orbai szék területét 1247-ben IV. Béla még a Johannitáknak adta.
A telepítésekkel összhangban Fehérvármegye nagy része kikerült a fehérvári ispán joghatósága alól (– az első székely ispán megjelenése 1235 körül –), a Székelyföld, a Szászföld, Brassó vidéke és a Blakkok földje (Fogarasföld) kiváltságos etnikai területté vált, mely közvetlenül a királynak adózott. A telepített népek saját bíráskodási jogot, az ország más közrendű népeitől eltérő sajátos-kiváltságos jogot (mai fogalmak szerint: önkormányzatot) kaptak.

### A székelyek területi elhelyezkedése

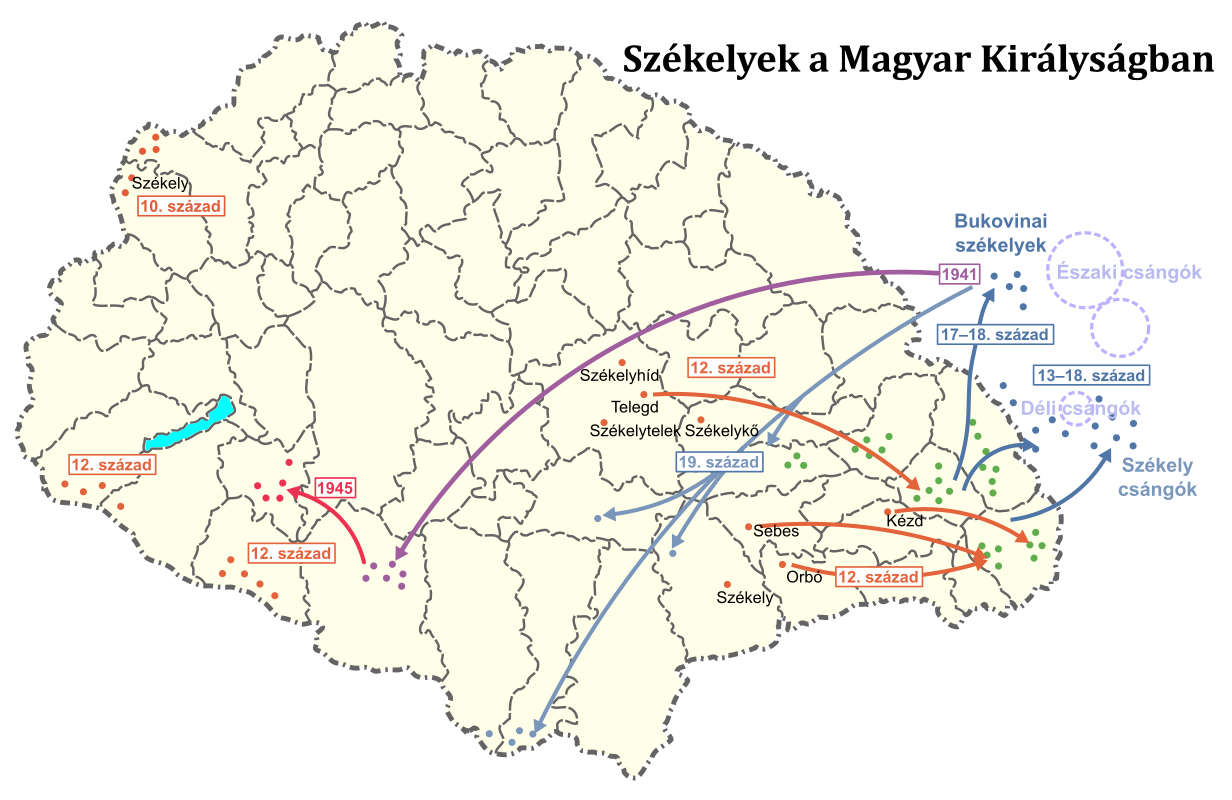
A székelyek vándorlása

Az okleveles emlékek és a földrajzi nevek bizonysága szerint az Árpád-korban az országon belül elsősorban a gyepűvonalak közelében éltek székelyek, úgymint Baranya, Szerém, Temes, Abaúj, Gömör, Bars, Moson, Fejér, Tolna vármegyékben. Ezen kívül nagyobb számban élt székely népesség a morva határszélen, Pozsony vármegye hegyen túli részén, Sasvár közelében.

#### Baranyai székelyek

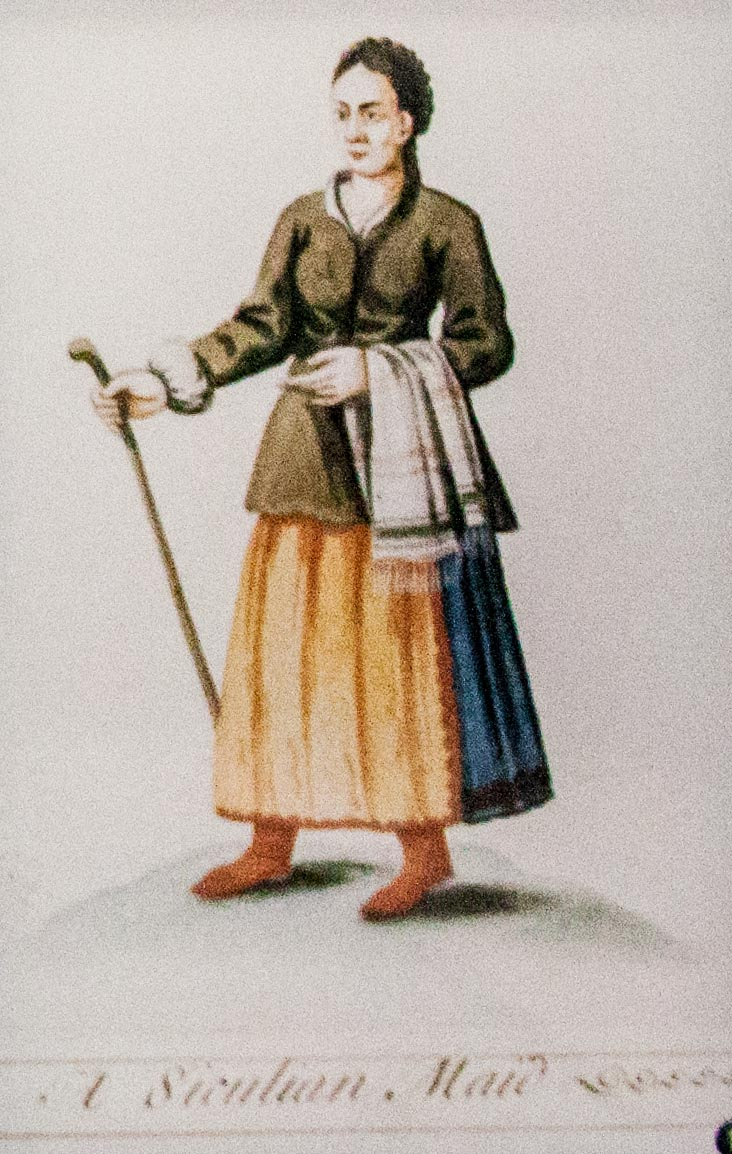
18. századi székely szobalány

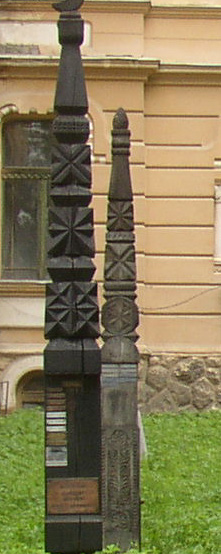
Kopjafa a csíkszeredai Márton Áron Gimnázium udvarán

Baranya megye nyugati részén, a Pécsről Somogyba vezető úton már tatárjárás előtt létezett a vátyi várispánság. 1252-ben Bertalan pécsi püspök birtokai közt szerepelt a „Székely szőlő/Székelyek szőleje” terület. IV. Béla egy keltezetlen okleveléből tudjuk, hogy a vátyi székelyek IV. Béla idejéig 100 fegyverest tartoztak kiállítani, de utóbb a király úgy rendelkezett, hogy fejenként, mint királyi serviensek vonuljanak hadba.

#### Pozsony vármegye
A Fejérhegység mindkét oldalán valaha élt székelység emlékét őrzi a Pozsony vármegye nyugati határszélén fekvő Székelyfalva (Sekule) helységnév. „Boleráz község 1258-ban kelt határleírásában említve van a nagy erdő, »magna sylva«, a mai Fejérhegység. Az mondatik erről, hogy a székelyek felé esik, hol három határ ütközik össze: Bolerázé, Solymosé és a székelyeké.”
A Vág mellékének Pozsony-megyei részében is létezett egy tekintélyes székely telep, amint azt olvashatjuk IV. Béla 1235–1270 között kelt okleveléből. Ebben „a vágvidéki székelyeket, kik egykor saját ispánjuk által terheltetve, hozzá folyamodtak, s kiket ő azon kötelezettség mellett, hogy évenként 100 fegyverest tartozzanak neki és az országnak minden hadjárat alkalmával kiállítani, a sanyargatás alól felment és hű szolgálataik jutalmául abban a kegyben részesít, hogy ezentúl nem megszabott számban, hanem mint a nemesek, fejenként tartozzanak vele együtt táborozni.” Ez a település Vága község tájékán helyezkedett el.

#### Sasvári székely ispánság (Moson)
1116-ból keltezett a székelyek sasvári jelenléte, azonban a környék etnikai viszonyai a 14. század derekától megváltoztak, így 1327-től a sasvári székely lövők beolvadtak a Morva menti új szláv telepesekbe.

#### Bihari (telegdi) székelyek
A bihari székelyek a 10. században a mai romániai Bihar megye és magyarországi Hajdú-Bihar vármegye területén éltek, a „telegdi székely” nevet a Bihar-megyei Mezőtelegd községről kapták. Területük egészen a Hortobágy folyóig nyúlott, ennek emlékét a Szeben megyei Hortobágy fennsík és folyó ma is őrzi. Benkő Loránd szerint a 12. század elejétől a bihari székelyek erősítést kaptak a lecsendesedett délnyugati határvégekről, a baranyai székelyektől, az ekkor megjelenő kunok portyázásai miatt. Szerinte a vándorlás legvalószínűbb iránya Baranya → Bihar → Telegdszék (a későbbi Udvarhelyszék) lehetett.
- Székelytelek: Nagyváradtól délre, a Nyárér patak bal partján (1291–1294: Zekulteluk);[46]
- Székelyhíd: Nagyváradtól északkeletre, az Ér bal partján (1278/1317/1323/1401: Zekulhyd);[46]
- Székelyjó: forrásokban már csak possessioként szerepel (1461: poss. Zekelyo, 1672: Szekelyo).[46] Nem világos, hogy ez a telegdi székelység kapcsán említett település azonos-e a mai románul Săcuieu-nak, magyarul Székelyjónak nevezett településsel, amely Kalotaszentkirály mellett, már a Királyhágón túl fekszik);
- Ebej: lakói 1217-ben a Székelyszáz centurionátusba tartozó várnépek voltak (Bichorienses de centurionatu Sceculzaz);[46]
- Mezőtelegd: a későbbi erdélyi székelyek udvarhelyi csoportját a közös „telegdi” jelzővel illették, utalva eredeti településükre, központjukra. Ugyanakkor Telegdszék, majd később Udvarhelyszék területén több olyan földrajzi név is felbukkan, amely a közép-bihari területen középkori adatoltsággal rendelkezik.[46]

Szintén a székelyek bihari letelepedését bizonyítja a névköltöztetés útján Erdélybe került földrajzi nevek csoportja is:
- Küsmöd: Benkő szerint Kösmöd eredetileg az a patak, amelyik Biharfélegyháza mellett a Berettyóba ömlik (1369: unum fluvium Kusmewd). Ez azonos a Kis-Küküllő bal oldali mellékvizének elnevezésével (Udvarhelyszéken) (1597: Kwsmöd wize). Ez utóbbi vízfolyás lehetett a névadója a pápai tizedlajstromban felbukkanó Küsmöd településnek (1332: Cusmend);[47]
- Lok, Lokság: a bihari Telegdtől északkeletre, a Gyepes patak felső és középső részén fekvő terület elnevezése. A nyelvészek véleménye szerint ez a székely lok ’kis völgy, mélyedés’ (helyesebben „sík terület, vízmenti lapály” – legalábbis a mai székely nyelvjárásokban jelentésű közszóra vezethető vissza,[48] amely helységnevekben és határnevekben főként Udvarhelyszéken és Csíkszéken fordul elő (pl. Lókod, Gyimesfelsőlok, Gyepes).[48]

A bihari székelyeknél – hasonlóan a pozsonyi és baranyai székelyekhez – kezdetben a 100-as egységbe való szervezésre (centurio) vonatkozó utalások azonosíthatók be. A bihari Székelyszáz centurionatus a Váradi regestrum szavaiból kivehetően azonban várnépek egy századának felelt meg, mely társadalmilag nem tartozott a szabadok közé. Ezek a korai Székelyszáz centurionatusok így nem tekinthetők azonosnak a székelyek későbbi társadalmára jellemző ágszáz réteggel, de nevükből következőleg etnikailag biztosan székelyek voltak.

#### Saac/Săcueni megye (Havasalföld)

Săcueni megye Havasalföldben (1601–1718)

Săcueni megye cimere

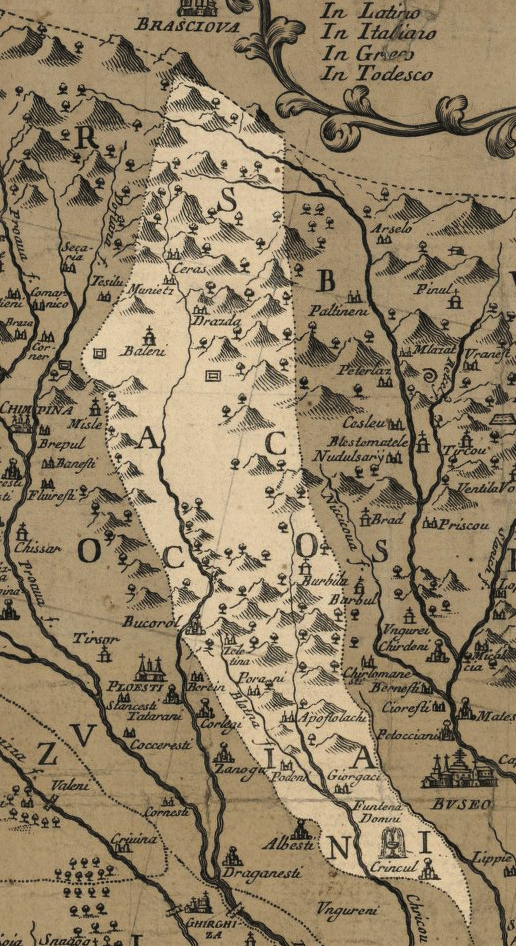
Săcueni megye Cantacuzino gróf Havasalföld térképén

A kialakuló magyar királyság határai nem állapodtak meg a Kárpátoknál, már az 1200-as évek elejétől elkezdődött a havasokon túli területek egységbe szerveződése (lásd a Szörényi bánságot a Duna mentén és számos más havasalföldi telepítést). Legkésőbb ekkor alakult meg – mintegy Székelyföld (Orbaiszék) folytatásaként – a mai Bodza megye és Prahova megye részein a Saac-nak, illetve Săcueni, Săcuieni, Secuieni /azaz Székely/ megye, egészen 1845. január 1-jéig). A székelyek megtelepedése ezen a vidéken kapcsolatba hozható a teuton lovagok 1221–1225 közötti délkelet-erdélyi várépítéseivel, de ugyanúgy lehetséges, hogy a székelyek területe a 11. század elejétől vagy akár a honfoglalás előttről, nemcsak a mai Szászföldet és esetleg Székelyföldet foglalta magába, hanem Saac-ot is.
Magyar vonatkozású települések és helynevek a Bodza megyei részen:
- Buzău – város és folyó – a város magyar neve: Bodzavásár, a folyóé Bodza (a bodzafából – székelyesen bozza, esetleg bozzó);[52]
- Chiojdu – község. A Chiojd teljesen szabályosan a „Kövesd”-ből alakult ki,[53] lásd a számtalan erdélyi és moldvai példát;[54]
- Cislău – község. A román nyelvészek a szláv „cisla” = „adófajta”, „az adó meghatározására létrejövő falugyűlés” szóból vezetik le, mint számos más Cisla nevű település esetében. A Cislău (ejtsd: csiszló) végén levő ó hang jelenléte viszont megmagyarázhatatlan ebben az esetben. Ehelyett a magyar (ló)csiszár (azaz lovász, „lócsiszoló”, szó csisz- tövével hozható kapcsolatba, lófürösztő hely értelemben;[55]
- Meledic – tó és fennsík Mânzălești falu területén. A „menedék” szóból – 1522. február 3-án kiadott birtoklevélben Radu vajda megerősíti Neagu-t a Peceneaga (besenyő) rész és a Menedic (Menedék) tulajdonában.[56] Utólag e helyen mára elpusztult ortodox kolostor épült;
- Pănătău – község. A pemete(fű) szóból, a székely nyelvjárásban penető (ezt a gyógyfüvet használták régen a szén kiseprésére a behevített kemencéből);
- Secuiu – község, azaz Székely(falu);
- Unguriu – község, azaz Magyar(os).

Magyar vonatkozású települések és helynevek a Prahova megyei részen:
- Colceag – község. A kócsag népies változata, azaz kolcsag szóból;[57]
- Făcăieni – falu. A fakanál (székelyesen fakalány)[58] szóból, lásd a román nyelvjárásokban ma is élő „făcăleț” (ejtsd: fakaléc) szót,[59] amely azt a botot, lécet jelöli, amellyel keverik a puliszkát[60] – eszerint a telepesek vagy fafeldolgozók voltak, vagy egyszerűen nagy mennyiségben találtak erre a célra megfelelő fát;
- Hătcărău – falu. A „hat karó” összetételből, ahol a „karó” mértékegység. Ezen eléggé hihetetlen névadás példázására lásd a népi zenekaráról híres „Zece Prăjini” (tíz karó) települést is;
- Ialomița – Ilonca megye[61][62] és Ilonca folyó[49] – Ilonka → Ilonca;
- Lapoș – falu. A lápos szóból;[63]
- Lăpoșel – falu. A lápos szóból, jelentése „láposka”;[63]
- Mireșu Mare – község. A nyíres szóból (Máramaros megyében a hasonnevű település magyar neve Nagynyíres, mare = nagy);
- Mireșu Mic – község. A nyíres szóból (Máramaros megyében a hasonnevű település magyar neve Kisnyíres, mic = kis);
- Palanca – falu. A magyar palánka szóból, jelentése fatörzsekből készült erődítmény.[55]
- Starchiojd – község. A Chiojd teljesen szabályosan a „Kövesd”-ből alakult ki,[53] lásd fentebb is;
- Ungureni (Filipeștii de Târg) – falu. „Magyarok faluja”;
- Ungureni (Fântânele) – falu. „Magyarok faluja”;
- Ungureni (Gherghița) – falu. „Magyarok faluja”;
- Urlați (ejtsd: Urlác) – város. Etimológiája: 1.) Váralatt (a Váralja példájára), amelyből a Nagyszeben melletti Orlát település neve is kifejlődött. 2.) az Örlec székely nem[64] nevéből. Hangtanilag ez utóbbi változat az egyetlen elfogadható (t>c változásra /mint amit a Váralatt, Várlatt feltételezne/ a magyar eredetű helynevek román megfelelőinél nincs példa);
- Vălenii de Munte – város. 1431-ben mint „a székelyek vásárát” és vámszedő helyet említik.[55]

## A kiváltságok elvesztése
A székelyek gyakran fellázadtak, ha úgy gondolták, hogy kiváltságaik veszélyben vannak. Hunyadi Mátyás magyar király ellen 1467-ben hirdettek engedetlenséget, de mivel kötelesek voltak megvédeni Magyarországot a kívülről érkező támadások esetén, mégis nagy számban harcoltak a király oldalán állva. A Velencei Köztársaság akkori egyik diplomatájának levele szerint, Mátyás király idejében a székely haderő nem kevesebb, mint 16 000 lovas és 16 000 gyalogos katonából állt össze.
II. Ulászló uralkodása alatt Báthory István erdélyi vajda a székely kiváltságok megnyirbálásába kezdett, s kegyetlenkedéseivel sokkolta a székely lakosságot. A nép emiatt 1492-ben panaszlevelet intézett a királyhoz, amelynek következményeként II. Ulászló 1493. január közepén leváltotta a kegyetlenkedő Báthoryt.
A székelyek a 16. századig tudták érintetlenül megőrizni kiváltságaikat. János Zsigmond idejében a törökök elfoglalták Budát, Magyarország három részre szakadt, és a király igazgatása csak a Keleti Magyar Királyságra terjedt ki. A Habsburgok folyamatos támadása miatt végül 1570-ben lemondott a királyi címéről, és ezután csak a „fejedelem” címet használta. Az emígyen létrejövő Erdélyi Fejedelemség uralkodói egyre inkább igyekeztek korlátozni a székelyek kiváltságait, ez a „pénzsegély” (subsidium) néven adó szedését is jelentette (váltakozva az ökörsütés mellett). Elsőként János Zsigmond – Erdély első fejedelme – volt az, aki összetűzésbe került a néppel, emiatt 1562-ben kitört a székely népfelkelés. A felkelés következményeként az uralkodó addig példátlan módon két várat (csúfnevükön Székelytámadt és Székelybánja) emelt Székelyföld területén, ezzel próbálván féken tartani a felkelőket, illetve a király ellen lázadó székelyeket, akiket 1562 után jobbágysorba taszított, amelynek következtében a közszékelyek rendes adót fizettek. Az úgynevezett véres farsang során rengeteg vér hullt.
Az erdélyi fejedelmek közül még a Báthoryak próbálkoztak az ősi jogok csorbításával. Ennek következménye volt, hogy Vitéz Mihály havasalföldi román vajda 1599-es támadásakor a háromszéki, csíki, gyergyói, udvarhelyi székelység a román vajda mellé állt (Báthory András mellett állt az aranyos- és marosszéki székelység), aki 1599. november 28-án kiadott kiváltságlevelében visszaadta minden kiváltságukat. Vitéz Mihály legyőzése után végül Báthory Zsigmond erdélyi fejedelem – aki már felismerte, hogy a székelyek nélkül nem tud hatalmon maradni – 1601. december 31-én Déván kiváltságlevelet állított ki, amelyben visszaadta a székelyek korábbi szabadságjogait, melyet követően az erdélyi fejedelmek a szabadságjogokat nem próbálták megvonni.
Az Erdélyi Fejedelemség egyetlen székely fejedelme az udvarhelyi születésű Székely Mózes volt, aki 1603-ban Erdélyt felszabadította a Habsburg-uralom alól, de 1603. július 17-én az Erdély Mohácsának is nevezett, Brassó melletti csatában életét vesztette. Halálát követően a székelyek nagy számban csatlakoztak Bocskai Istvánhoz, akinek sikerült Erdély függetlenségét visszaállítania.
Idővel egyre több székely kötötte le magát jobbágysorba, talán a kedvezőbb életmód miatt, de főleg azért, mert a többi erdélyi lakostól eltérően a székelyek továbbra is kötelesek voltak fejenként katonának menni, ha az országot külső ellenség támadta. Bethlen Gábor már olyan törvényt hozott, amely komoly feltételekhez kötötte a jobbágysorba való átlépést, ennek köszönhető, hogy a székelyek túlnyomó többsége továbbra is szabad székely maradt. 1691-ben a Diploma Leopoldinum még elismerte a székelyek adómentességét, sőt ebben az oklevélben azt is leírják, hogy a székelyek a földkerekség legharciasabb népe, ugyanakkor hosszú távon szabályozta Erdély és benne a Székelyföld jogállását, népének mozgásterét. Az utolsó erdélyi fejedelem, II. Rákóczi Ferenc vezette szabadságharc 1711-es elbukásával a székelyek hamarosan megtapasztalhatták a Habsburgok elnyomó, magyarellenes politikáját. Az 1754–1769 közötti sorozatos adóreformok nyomán adómentességük ellenére önkényesen kivetett adókat kellett fizetniük. Amikor Mária Terézia újraszervezte a határőrséget, az erőszakos sorozás a madéfalvi vérengzésbe torkollott (1764): a császári katonaság lemészárolt több száz székelyt, mert azok megtagadták a hadseregbe való bevonulást. Ezek után többen átmenekültek a keleti határon Moldvába, vagy a Csíki-havasokban elbújva a románokéhoz hasonló viseletbe öltöztek, hogy ne kelljen több évre laktanyába vonulniuk, de magyar nyelvüket megtartották.
Amikor 1775-ben a Monarchia megszerezte Bukovinát, akkor Hadik András huszárezredes összegyűjtötte a Moldvában szétszóródott székelyeket, és letelepítette őket Bukovina öt falujában. Így alakult ki a bukovinai székelység, melynek egy része a 19. század végén, 1883-ban költözött vissza a történelmi Magyarország területére, maradékukat 1941-ben telepítették át a Délvidékre, majd onnan a Völgységbe, Tolna vármegyébe, a kitelepített svábok helyére. A székelyek legnagyobb számban továbbra is a Székelyföldön maradtak.

## A székelyek sajátos jogrendszere

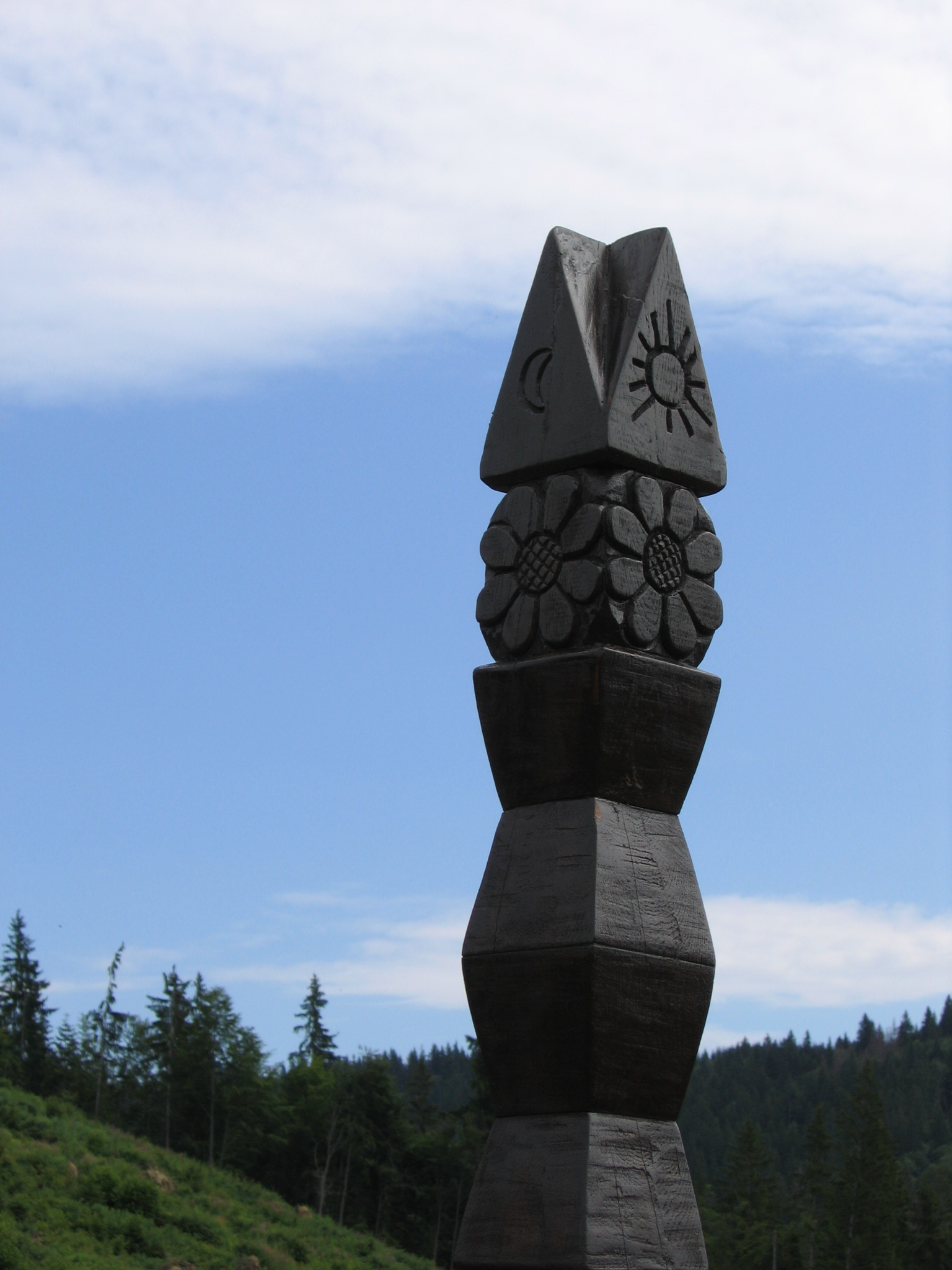
Kopjafa a székely szimbólumokkal

Feltehetően Szent István király idejét megelőzően a magyarság körében is hasonló jogintézmények létezhettek, mint amilyenek a székely jog írásban fennmaradt elemeiben. A magyar krónikákból következtethető ki az, hogy a székely jog és a magyar jog között a 10. század előtt sok volt a hasonlóság.
A székely jogról Szádeczky-Kardoss Lajos, majd annak részletesebb tanulmányozásáról Bónis György jelentett meg egy könyvet még 1927-ben, illetve 1942-ben, ezt követően Imreh István publikált több könyvet erről, majd 2003-tól nagyobb figyelmet kapott a székelyek sajátos jogrendszere, mivel a második Székely Nemzeti Tanács előtérbe hozta azt.
A sajátos székely autonómia elemei közül megemlíthető, hogy a székelység saját önálló jogalkotásra volt képes, amelyet elsősorban a székely nemzetgyűléseken elfogadott törvények, rendeletek alapoztak meg. A jogszabályalkotáson kívül közigazgatási, bíráskodási és önálló katonapolitikai jogosítványokkal is rendelkeztek.
A 15. század közepétől a székelyek egyenrangú partnerként vettek részt az Erdélyt politikailag ellenőrző „Három Nemzet Szövetségében” (Unio Trium Nationum), amelyben a székelyek mellett az erdélyi szászok és az erdélyi magyar nemesség vett még részt.
A jelentősebb társadalmi-vagyoni különbségek kialakulását – legalábbis a 15-16. századig – meggátolta a föld használatának és öröklésének évszázados rendszere, amely Orbán Balázs leírása szerint a következő volt:
Örökölni csak egyenes ágon lehetett. Szokás szerint a fiú utód volt az örökös, ha fiú nem volt, akkor a lány kapta az örökséget. Amennyiben nem volt egyenes ági örökös, a föld a székelyek közös használatú földterületét gyarapította (ellentétben a feudális szokásjoggal, ami szerint a korona, vagy a helyi földesúr kapta volna meg). Az éppen szabadon levő területekből bárki birtokba vehetett magának földet, de csak annyit, amennyit maga képes volt megművelni. Ha egy területet több mint három évig nem műveltek, vagy kiderült róla, hogy bérben műveltetik, akkor automatikusan a többi székely által birtokba vehetővé közös terület részévé vált.
Patakfalvi Biblia rovásos oldalai – a fiúleányság intézménye (székely örökösödési törvény rovással) 1775–1785:
A székelyföldi jószág a constitució szerint valameddig fijok vagynak, leányt nem illet. Ha egy embernek apja holta után két férfiú gyermeke marad s az ediknek tsak fija, a másiknak tsak leánya lesz, a leány olyan örökös amaga apjaiban mint a fiú a maga apjáéban. Ha pedig 2 leánya van, fija nintsen, a két leány megosztja a jószágot. A kisebbik a lakóhelyben választhat. Ha a nagyobbik hasonlót nem tudna, akkor a lakóhelyet kétfelé osztják. Már ha ezen két leányok edgyiknek fia és leánya is lesz a fiú egyedül fogja jószágot bírni a leányt kiházasítván.

## Mai székelyek

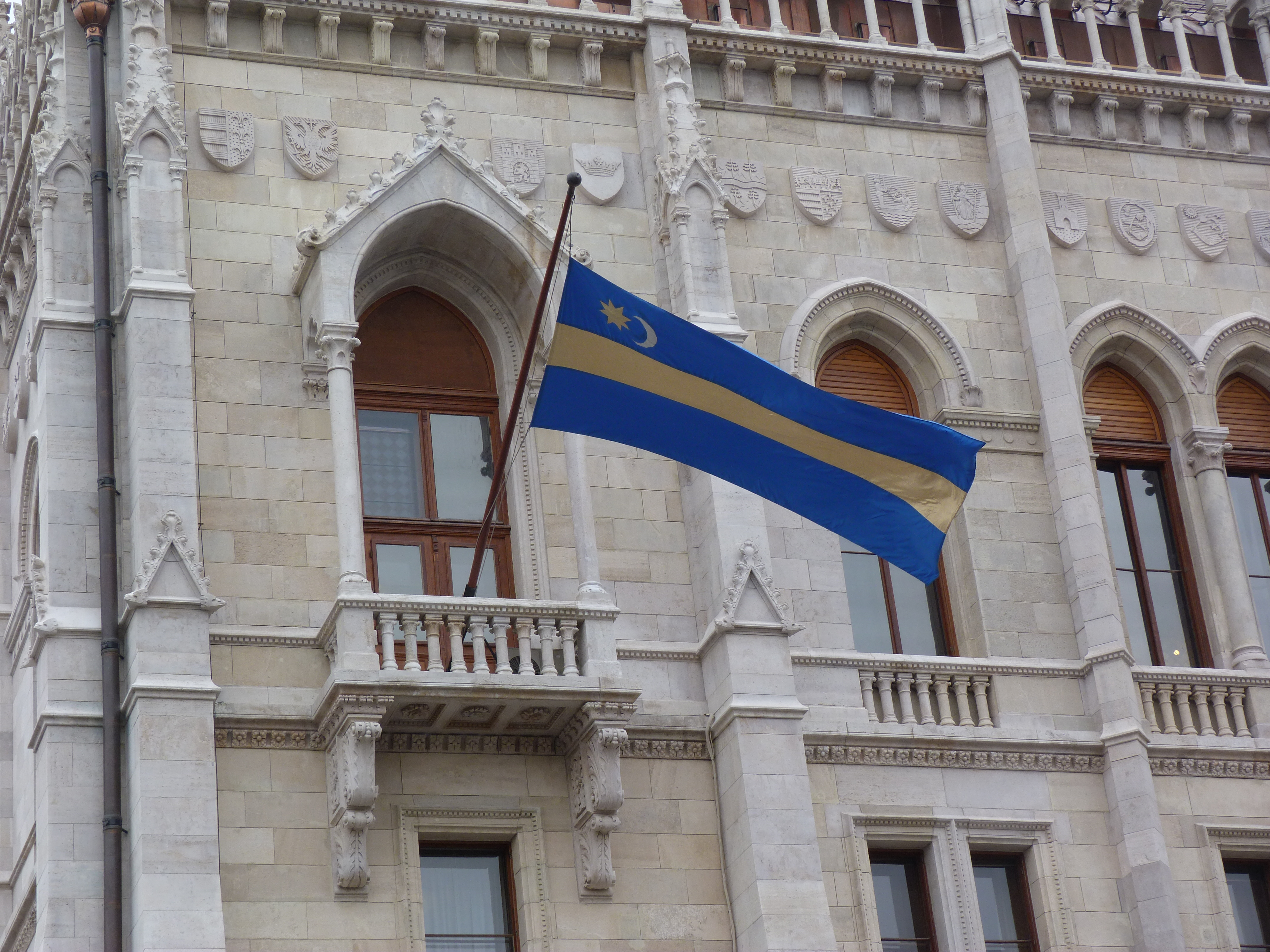
Székely zászló (Budapesten az Országházon), amin a nyolcágú Nap-csillag a jelenlegi nyolc székely szék egységének a jelképe, a telőben levő Hold pedig a székelyek hitének és reményének, bizakodásának szimbóluma

### Lélekszám
A székely nép túlnyomó része Székelyföldön, vagyis az erdélyi Hargita, Kovászna és Maros megye keleti részében (Marosszék) él, és ez a népesség a mai erdélyi magyarság nem kevesebb, mint 40%-át teszi ki.
| Megye                              | Székelyek      | Népesség (adott területen) |
| ---------------------------------- | -------------- | -------------------------- |
| Hargita megye                      | 266 281 fő     | 85,66%                     |
| Kovászna megye (Bodzavidék nélkül) | 152 572 fő     | 79,36%                     |
| Maros megye (Marosszék része)      | 151 626 fő     | 53,62%                     |
| Brassó megye                       | 39 661 fő      | 7,22%                      |
| Erdély többi részén                | kb. 50 000 fő  | …                          |
| A nagyvilágban                     | kb. 100 000 fő | …                          |
| Magyarországon                     | kb. 185 000 fő | …                          |
| Összesen                           | 945 140        | …                          |

### Felekezet

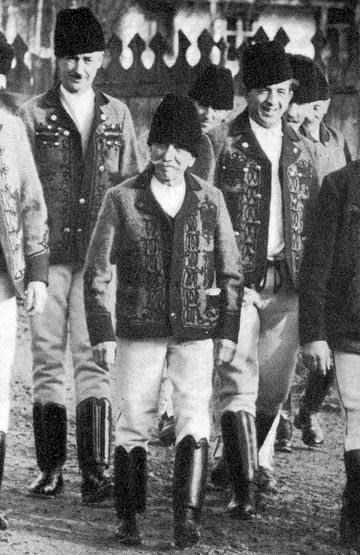
Jobbágytelkei székelyek az 1970-es években

A székelyek is, mint a magyarok római katolikusokká lettek megtelepedésük után. Az 1560 körüli esztendőkből maradt fenn elsőként Háromszékről reformált hitű lelkész neve, aki egyaránt lehetett evangélikus vagy református vallású. Ellenben az 1560–1580 közötti időszakban még katolikus papok működtek számos olyan községben, amelyek a század végére mind az új vallás követőivé váltak. Előbb Sepsiszék valamint Erdővidék, majd Kézdi- és Orbaiszék településeit is meghódította az evangéliumi irány. A brassói lutheranizmus Honterus irányítása alatt minden bizonnyal célba vette a szomszédos Háromszék vallási életének a megújítását. Mivel azonban a háromszéki települések döntően csak a század utolsó negyedére váltak a reformátori irányzat követőivé, ezért nagyobb részt református és kisebb részben unitárius egyházközségek alakultak meg területeiken.
A székelyeknél eleinte nehezen lehetett megkülönböztetni a lutheri és a kálvini irányzat követőit, mert mindkettőjüket reformátusoknak nevezték. Csak az évtized második felére éleződött ki a különbség a két irányzat között, elsősorban az úrvacsora kérdésében. Az 1559. november elsején Marosvásárhelyen tartott zsinaton a magyarországi és az erdélyi lelkészek részvétele mellett Méliusz Juhász Péter, a későbbi debreceni református püspök és Dávid Ferenc, aki ekkor még kolozsvári református lelkész volt, az úrvacsora kérdésében kálvini szellemben foglaltak állást. 1564-ben aztán a nagyenyedi zsinaton a kálvini és a lutheri irányzatok végképp elváltak egymástól. A székelység a kálvini reformáció követőjévé vált.
1564-ben felütötte fejét Erdélyben a Szentháromság-tagadó irányzat, melynek első apostola a Lengyelországból elűzött Blandrata György volt, aki János Zsigmond erdélyi fejedelem udvarában talált menedéket. Blandrata Dávid Ferenccel együtt elszánt küzdelmet indított az antitrinitárius tanok elterjesztése érdekében, és mivel János Zsigmond az unitárius nézet követője lett, ezért az 1560-as évek végére az erdélyi magyarság jelentős része a székelység egy részével az antitrinitárius tanok hívévé vált. Csík-, Gyergyó-, Udvarhely- és néhány marosszéki falu most is megőrizte katolikus vallását. Ezek közé tartozott Háromszék északkeleti része is. Nagy Mózes gelencei plébános sokakat térített vissza a római katolikus vallásra, s egymaga kilenc gyülekezet adminisztrációját végezte. Erejéből még arra is futotta, hogy Esztelneken és Kantán kolostorokat alapítson. A Mikes és Apor családok segítették, amelyek kiemelkedő szerepet játszottak a hitújítás továbbterjedésének megakadályozásában a Zabolától északra fekvő felső-háromszéki falvakban.
A 16. század utolsó évtizedeiben az antitrinitárius irányzatból fejlődött ki a szombatos vallás (héberül: shomrei shabbat), mely közösség a 20. században megszűnt.
Orbán Balázs A Székelyföld leírása című könyvében ugyanakkor említ „görög egyesült” (görögkatolikus) és „görög nemegyesült” (ortodox) székelyeket is.
A 2011-es népszámlálási adatok alapján, jelenleg a székelyekből a legtöbben a római katolikus felekezethez tartoznak (314 888 fő), de nagyszámú a református (209 289 fő) és jelentős az unitárius (39 020 fő) felekezetekhez tartozóak száma is.

## Híres székelyek
A magyar kultúra részeként a székelyek is hozzájárultak a világ és az emberiség fejlődéséhez, bár külföldön nem mindig ugyanazok a személyek és eredmények a legismertebbek, mint a magyarság és székelység körében.

### Irodalom

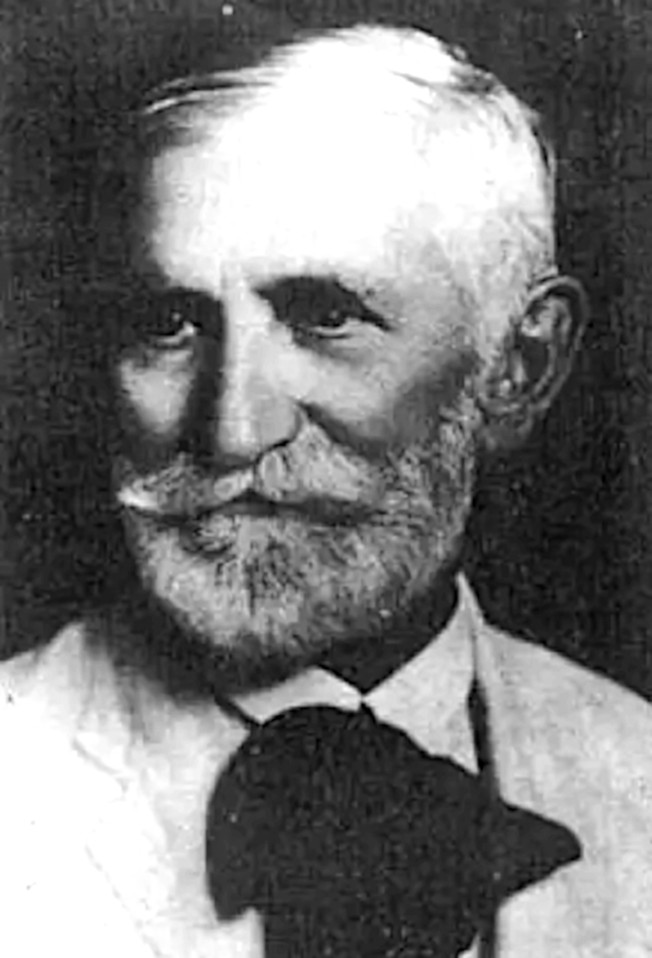
Benedek Elek
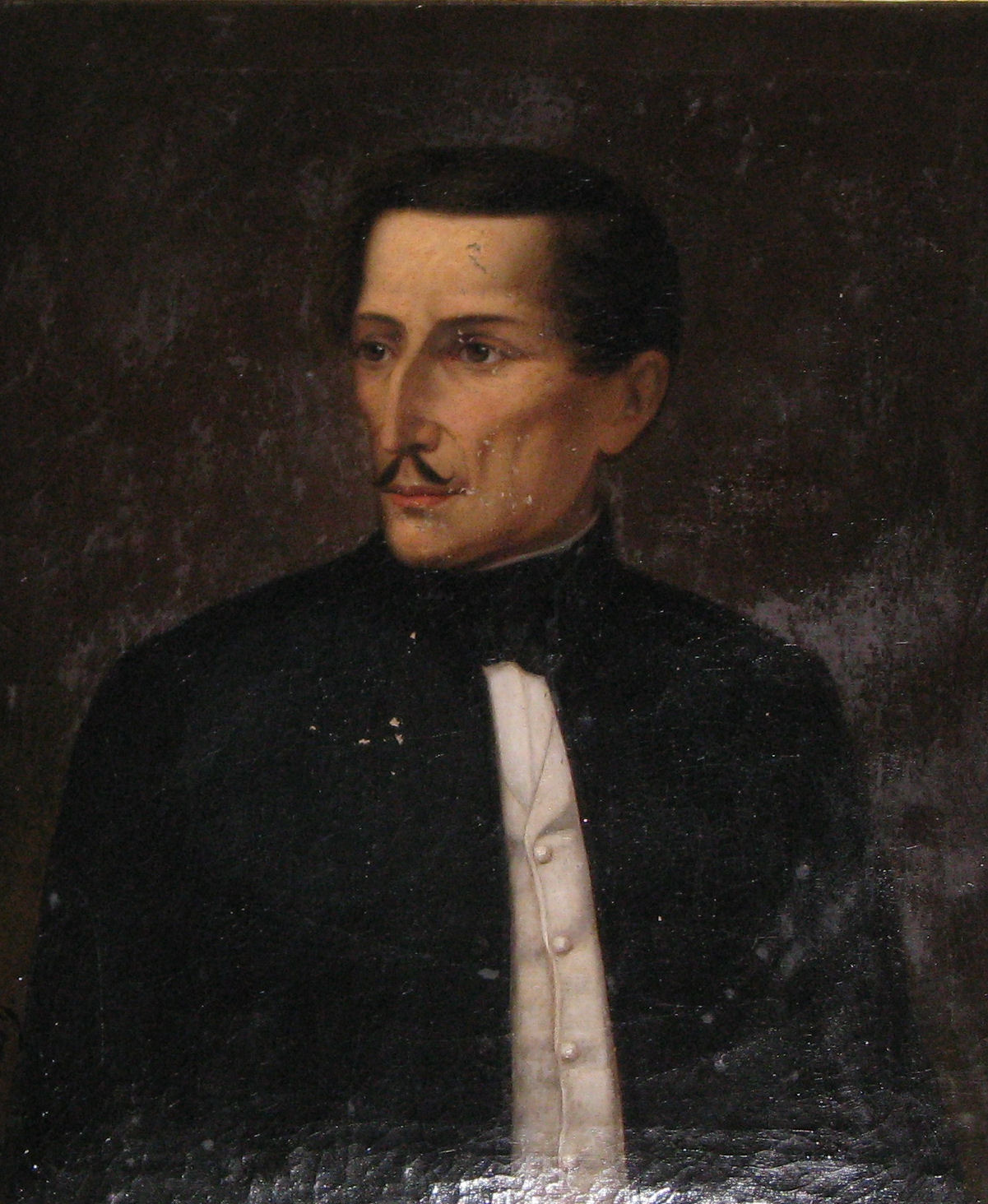
Bölöni Farkas Sándor
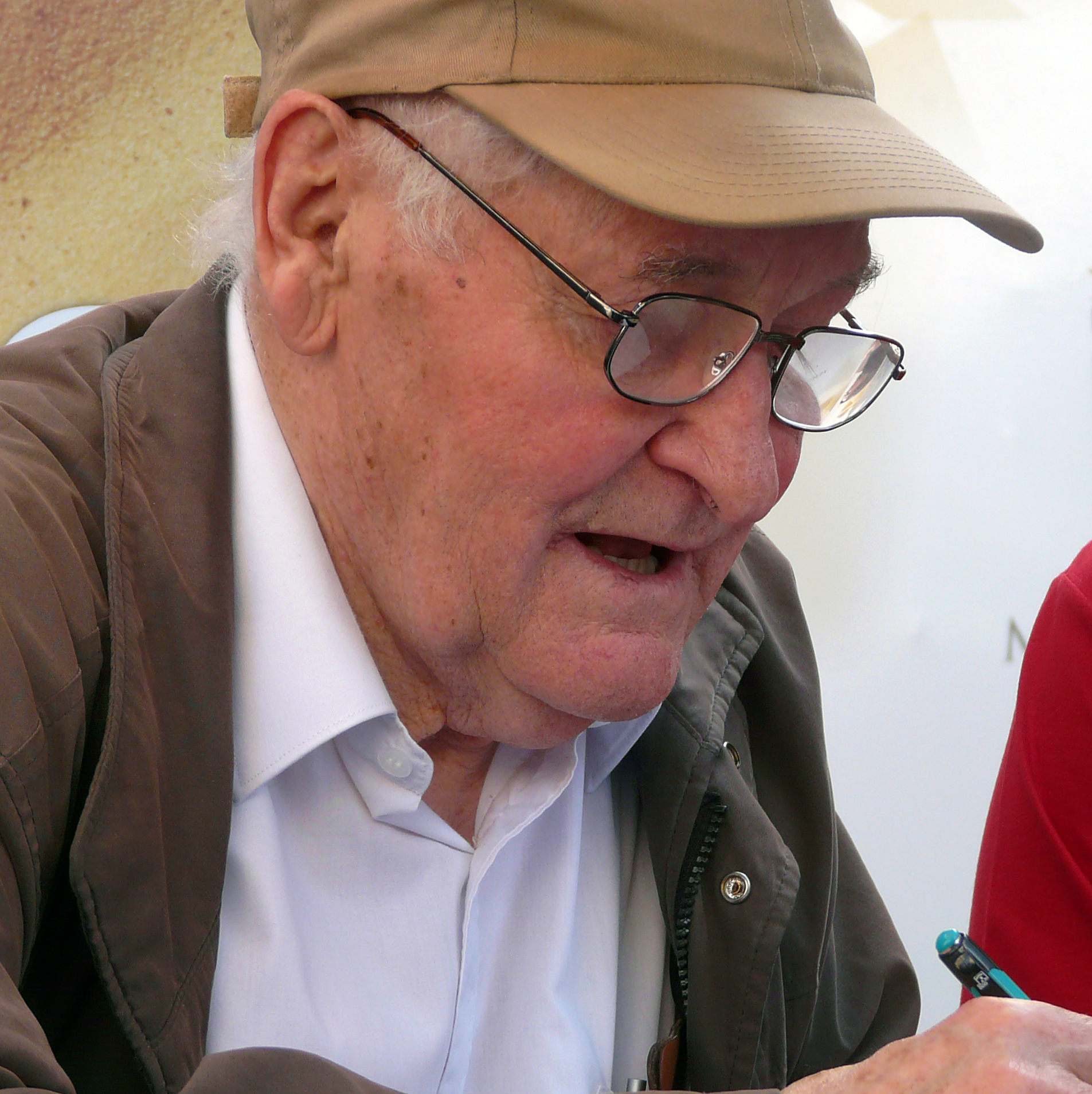
Kányádi Sándor
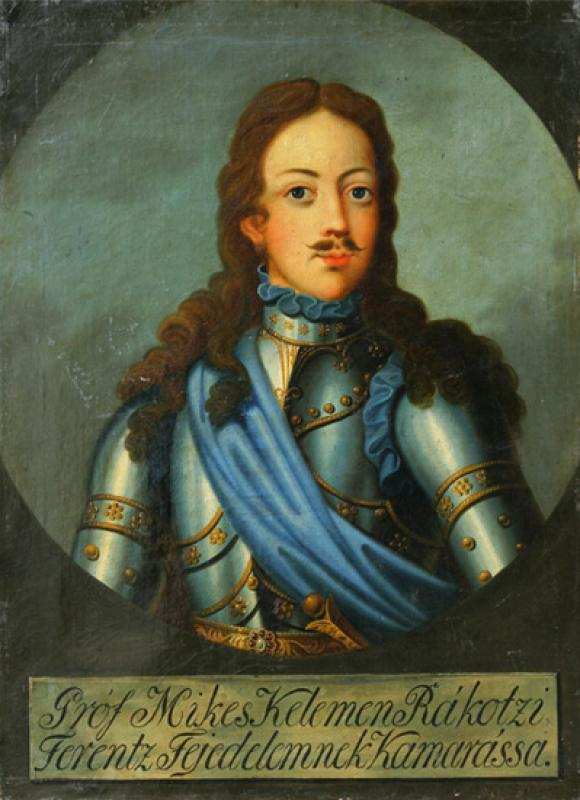
Mikes Kelemen
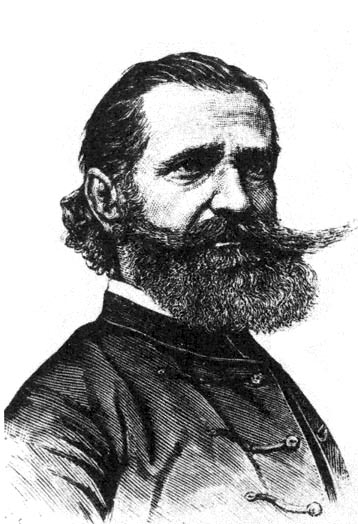
Orbán Balázs

### Tudomány
Kiemelkedő székely tudósok Apáczai Csere János filozófiai és pedagógiai író, teológus, a hazai művelődés, tudományosság és nevelésügy úttörője, a Magyar encyclopaedia (1655) megalkotója és megjelentetője, aki közt szolgáló tevékenységében harmóniát teremtett erdélyi, magyar, európai és egyetemes emberi értékek között és Kőrösi Csoma Sándor, aki utazó, nyelvtudós, könyvtáros, a tibetológia megalapítója és a Tibeti-Angol szótár megalkotója volt.
Marosvásárhelyt a Bolyaiak városának is nevezik, ugyanis itt töltötte élete nagy részét Bolyai Farkas, és fia, Bolyai János, akit a legnagyobb magyar matematikusnak tartanak. Mindketten a marosvásárhelyi református temetőben vannak eltemetve. Marosvásárhelyen született Vályi Gyula matematikus, feltaláló, az MTA tagja.
Napjaink egyik világhírű székely tudósa a csíkkarcfalvi születésű, az Amerikai Egyesült Államokban élő Barabási Albert László fizikus és hálózatkutató, akinek szakterülete a hálózatelmélet. 2003 óta az Amerikai Fizikai Társaság, 2004 óta a Magyar Tudományos Akadémia, 2007 óta pedig az Academia Europaea tagja.
További székely tudósok:
Polgár Ernő művelődéstörténész, dramaturg
Balázs Márton matematikus, egyetemi tanár;
- Balázs Márton Ernő informatikus, egyetemi oktató, kutatási területe a mesterséges intelligencia;
- Horváth Sándor matematikus, egyetemi oktató, a marosvásárhelyi Pszeudoszféra-emlékmű tervezője[98]
- Nemes László kémikus, a kémiai tudományok doktora, egyetemi, főiskolai oktató és középiskolai tanár;
- Pávai-Vajna Ferenc geológus, a magyar hévízkutatás úttörője, a hévizes barlangkeletkezési elmélet megalapozója;
- Puskás Tivadar mérnök, a telefonhírmondó feltalálója;
- Puskás Ferenc hadmérnök, az első budapesti telefonközpont megépítője és első igazgatója;
- Sándor Zsolt matematikus, egyetemi oktató;
- Szabó Árpád fizikai–kémiai szakíró, atomkutató, gimnáziumi tanár és egyetemi tanár, a Román Akadémia tagja;
- Szabó Zsuzsanna Katalin matematikus, egyetemi oktató;
- Szántó Árpád fizikus, fizikai szakíró, egyetemi oktató;
- Szakács Sándor geológus, geológiai szakíró;
- Székely Zoltán történész, régész, muzeológus, a Székely Nemzeti Múzeum igazgatója;
- Székely Zsolt régész;
- Szőcs István vegyészmérnök, műszaki szakíró, feltaláló;
- Toró Tibor fizikus, a Magyar Tudományos Akadémia külső tagja;
- Toró T. Tibor kutatófizikus, politikus;
- Vajda Gyula mezőgazdász, sinológus;
- Varga Csaba matematikus, egyetemi tanár.

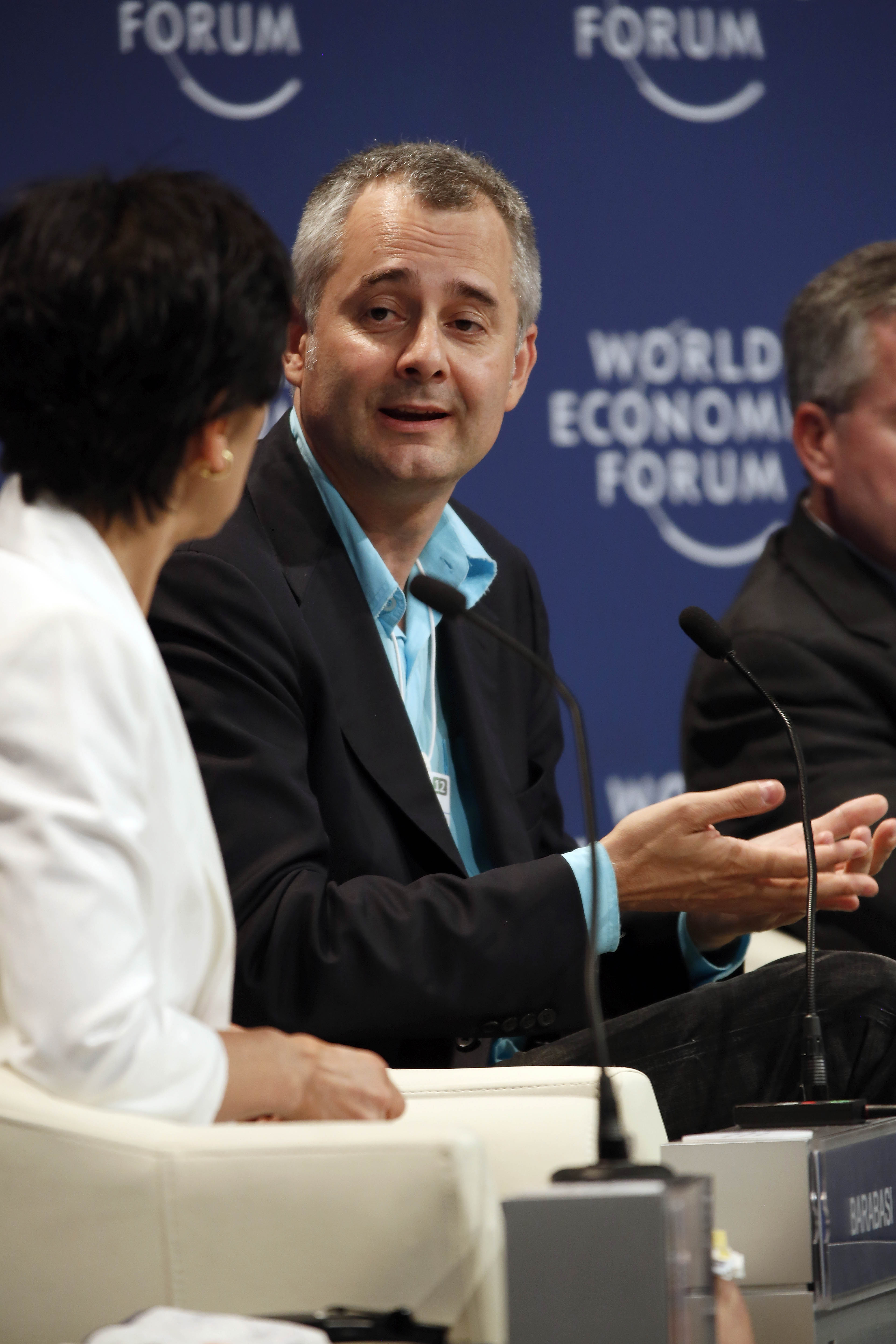
Barabási Albert László
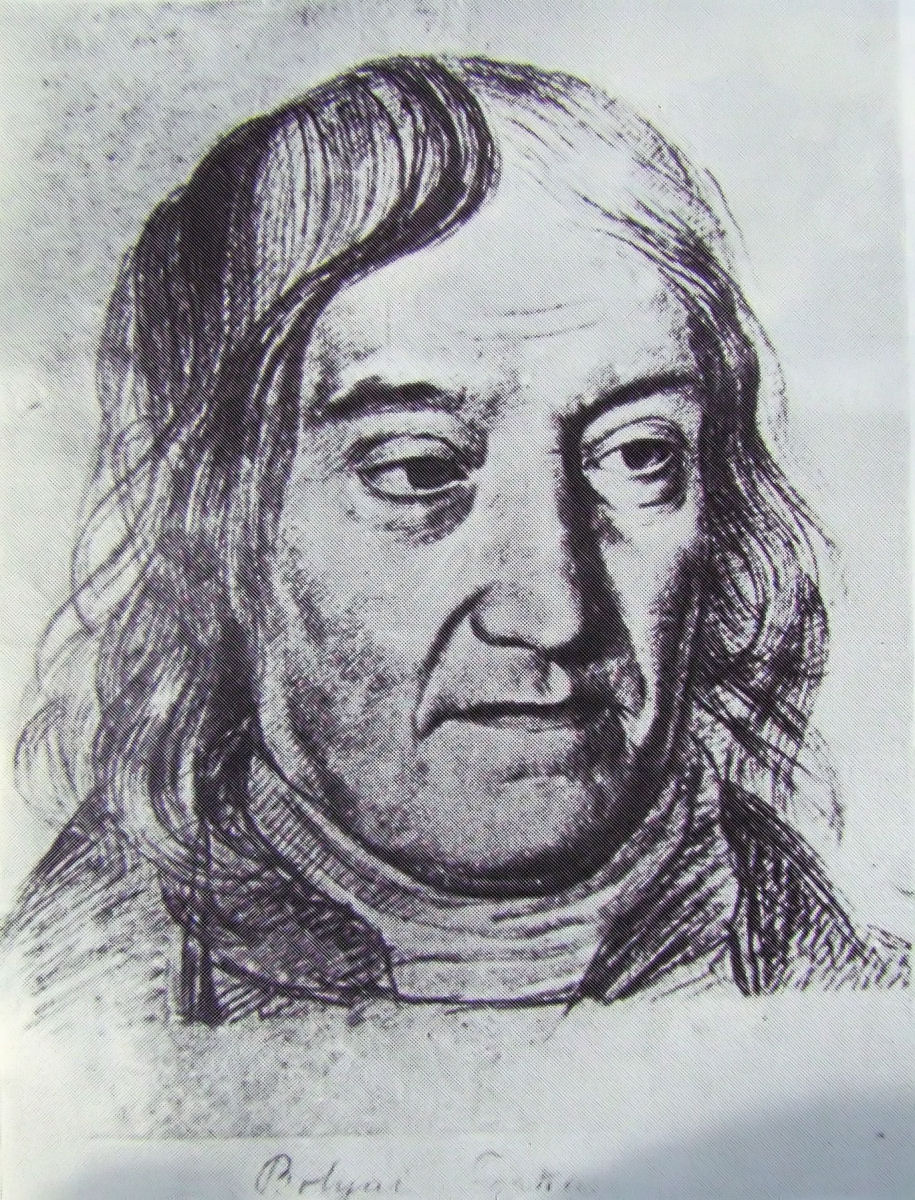
Bolyai Farkas
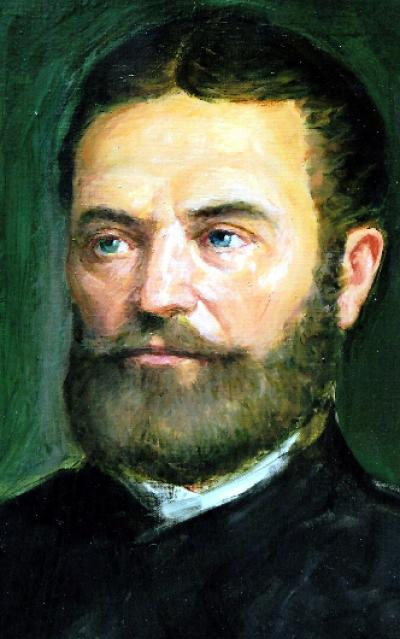
Bolyai János
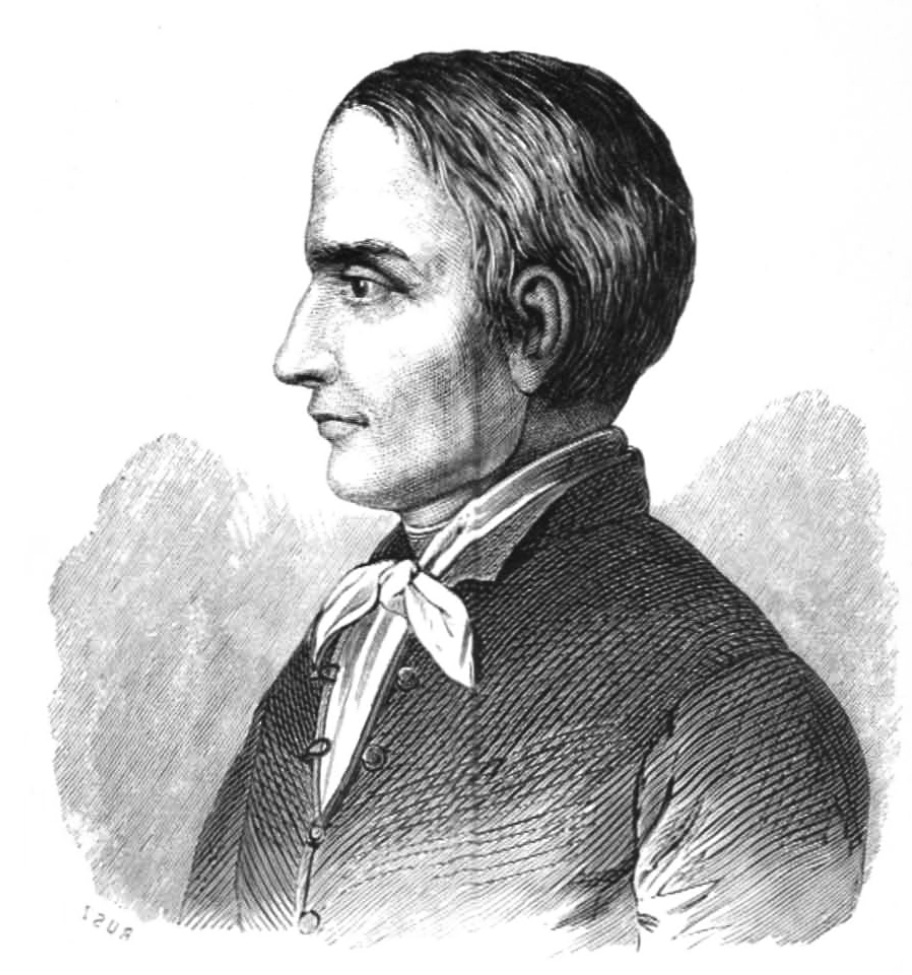
Kőrösi Csoma Sándor
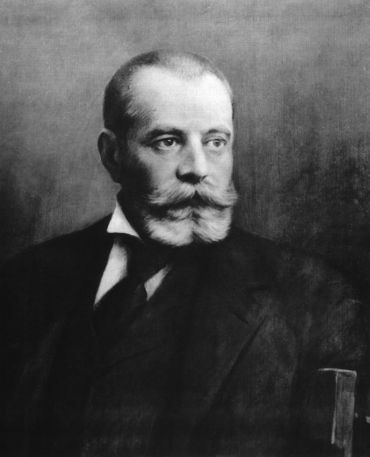
Puskás Tivadar
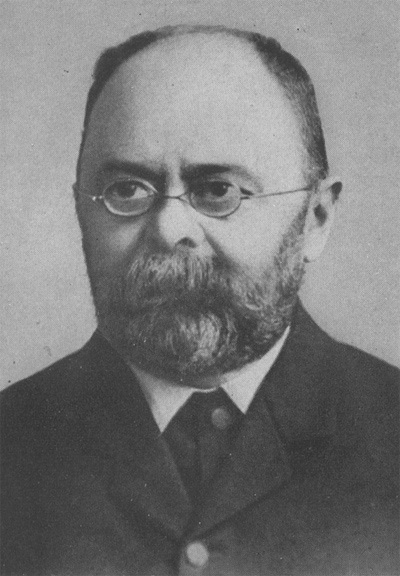
Vályi Gyula

### Sport
A székelyek a sportokban is jeleskedtek és jeleskednek. Kiemelkedő teljesítményű székely sportolók:
- Borbély György ( sz. Aranyosrákos 1860) Erdély bajnoka, világjáró kerékpáros, tanár, újságíró, politikus , filantróp
- Bölöni László (sz. Marosvásárhely) labdarúgó, edző
- Erőss Zsolt (sz. Csíkszereda) Magyarország legeredményesebb magashegyi hegymászója; tíz 8000 m fölötti csúcsot hódított meg (ebből kettőt műlábbal)[99]
- Hazai Kálmán (sz. Marosvásárhely) olimpiai bajnok vízilabdázó, úszó
- Imre Emil (sz. Csíkszereda) romániai gyorskorcsolyabajnok
- Kelemen Zoltán (sz. Csíkszereda) műkorcsolyázó, olimpikon
- Keresztes Lajos (sz. Alsósófalva) olimpiai bajnok birkózó
- Lőrincz Márton (sz. Korond) olimpiai bajnok birkózó
- Lőrincz-Sára Tímea (sz. Gyergyószentmiklós) ifjúsági Európa-kupa győztes sífutó
- Miklós Edit (sz. Csíkszereda) olimpiai 7. helyezett magyar alpesi síző
- Molnár Endre (sz. Gyergyószentmiklós) olimpiai bajnok vízilabdázó, edző
- Novák Károly Eduárd (sz. Csíkszereda) paralimpiai bajnok kerékpározó
- Szabó Katalin (sz. Zágon) többszörös olimpiai, világ- és Európa-bajnok tornász
- Székely Éva (sz. Budapest) olimpiai bajnok és ezüstérmes úszónő
- Tófalvi Éva (sz. Hargitafürdő–Csíkszereda) világkupagyőztes biatlonista

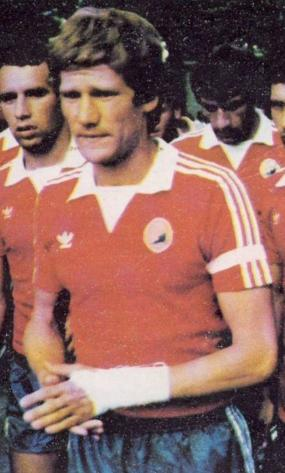
Bölöni László
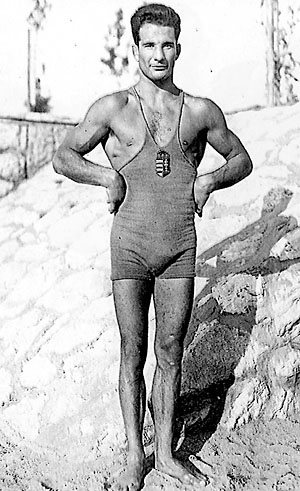
Keresztes Lajos
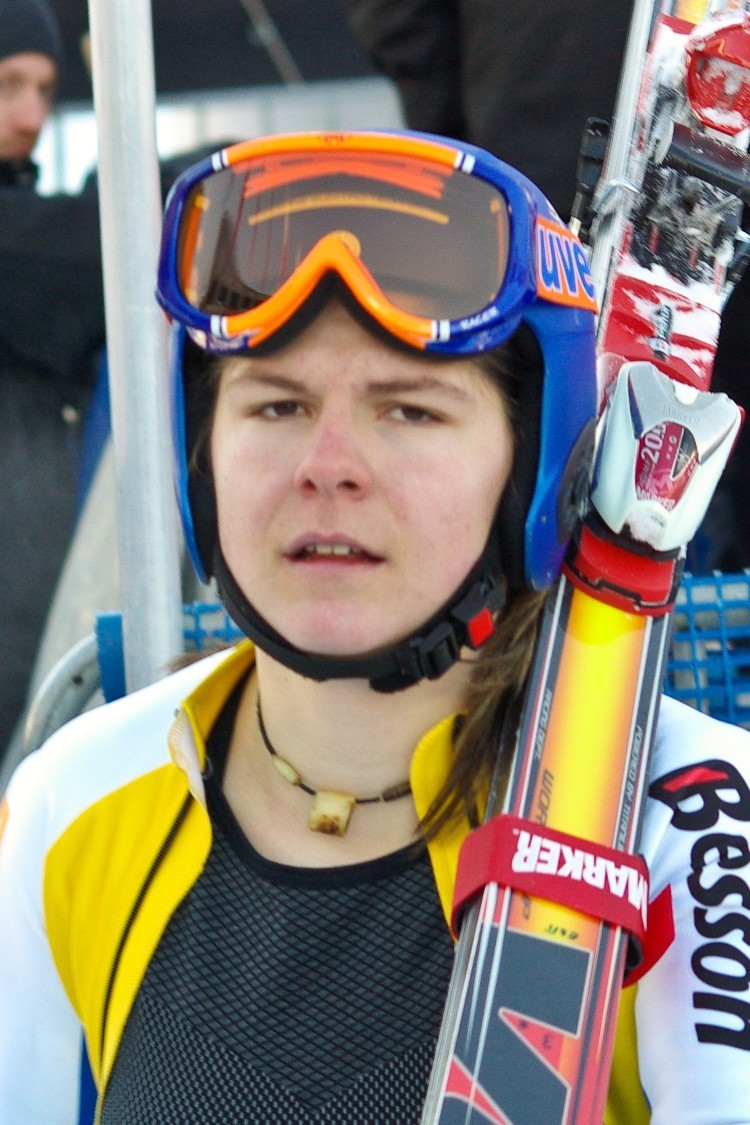
Miklós Edit

### Művészet
A művészetekben is jeleskedő székelyek között megtalálhatóak:
- festőművészek, grafikusok: Forró Antal, Barabás Miklós, Márton Árpád, Márton Ferenc, Mátyás József, Nagy Imre, Nagy István, Szabó Vilmos, Székely Bertalan;
- szobrászok: Ambrus Sándor, Csíky László, Kulcsár Béla, Székely József, Zavaczki Walter Levente, Vargha Mihály Béla;
- színészek: Balázs Éva, Benke József, Ferencz Éva, Fülöp Zoltán, Jancsó Pál, Kiss Manyi, Laborfalvi Róza, Tompa Sándor;
- előadóművészek: Havi Mihály, Keresztes Ildikó, Koréh Endre, Koós János, Palló Imre.

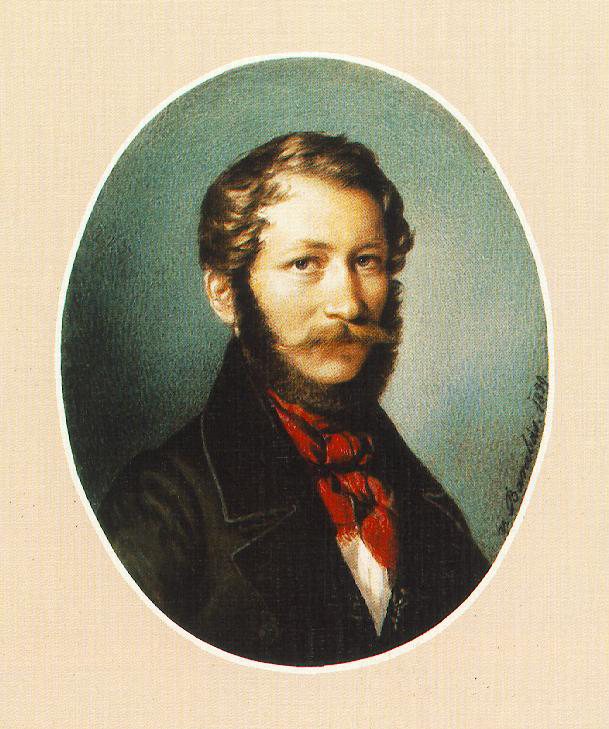
Barabás Miklós
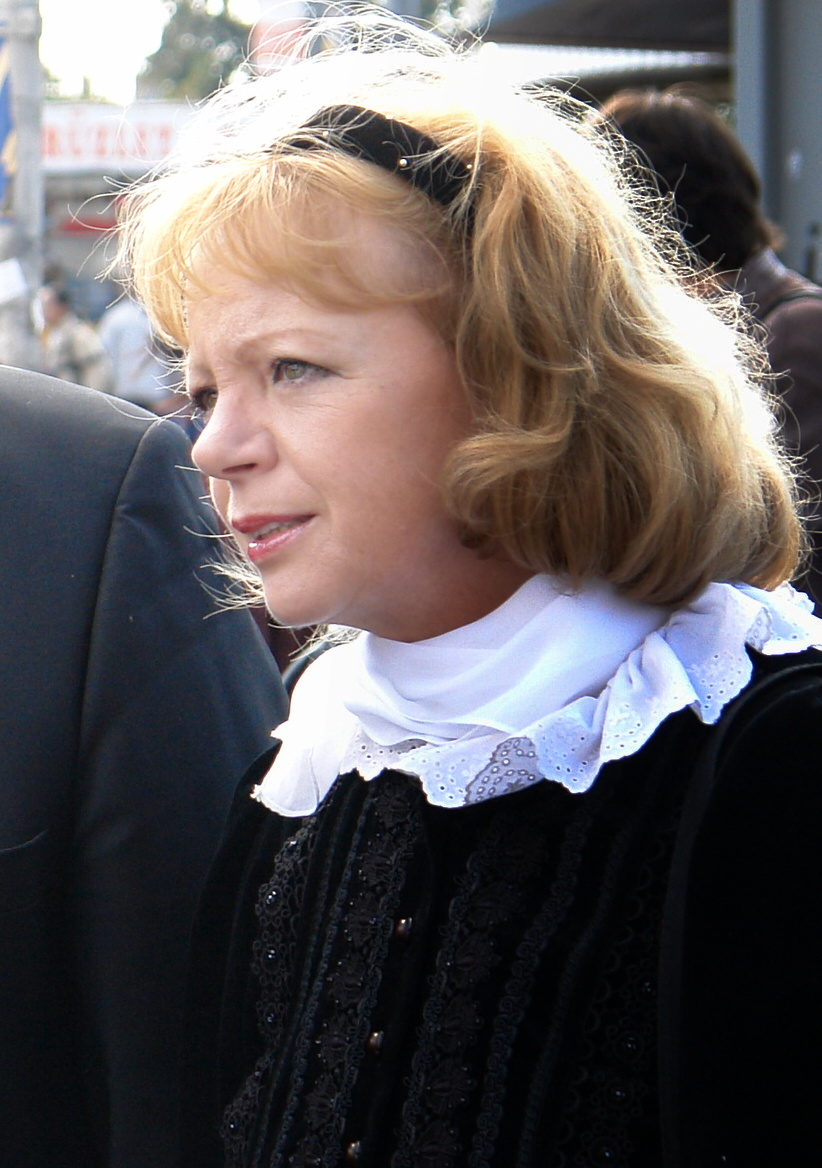
Ferencz Éva
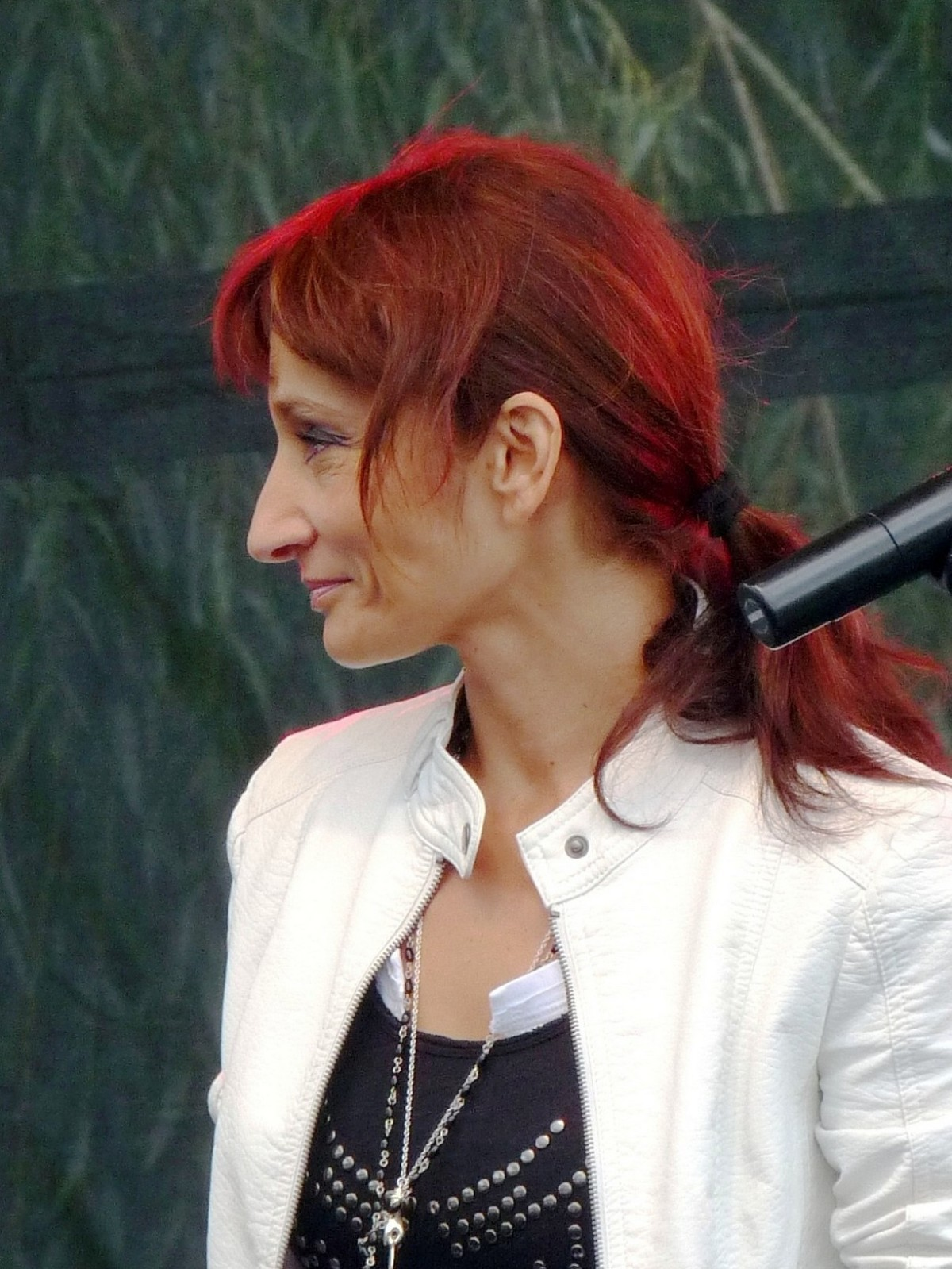
Keresztes Ildikó
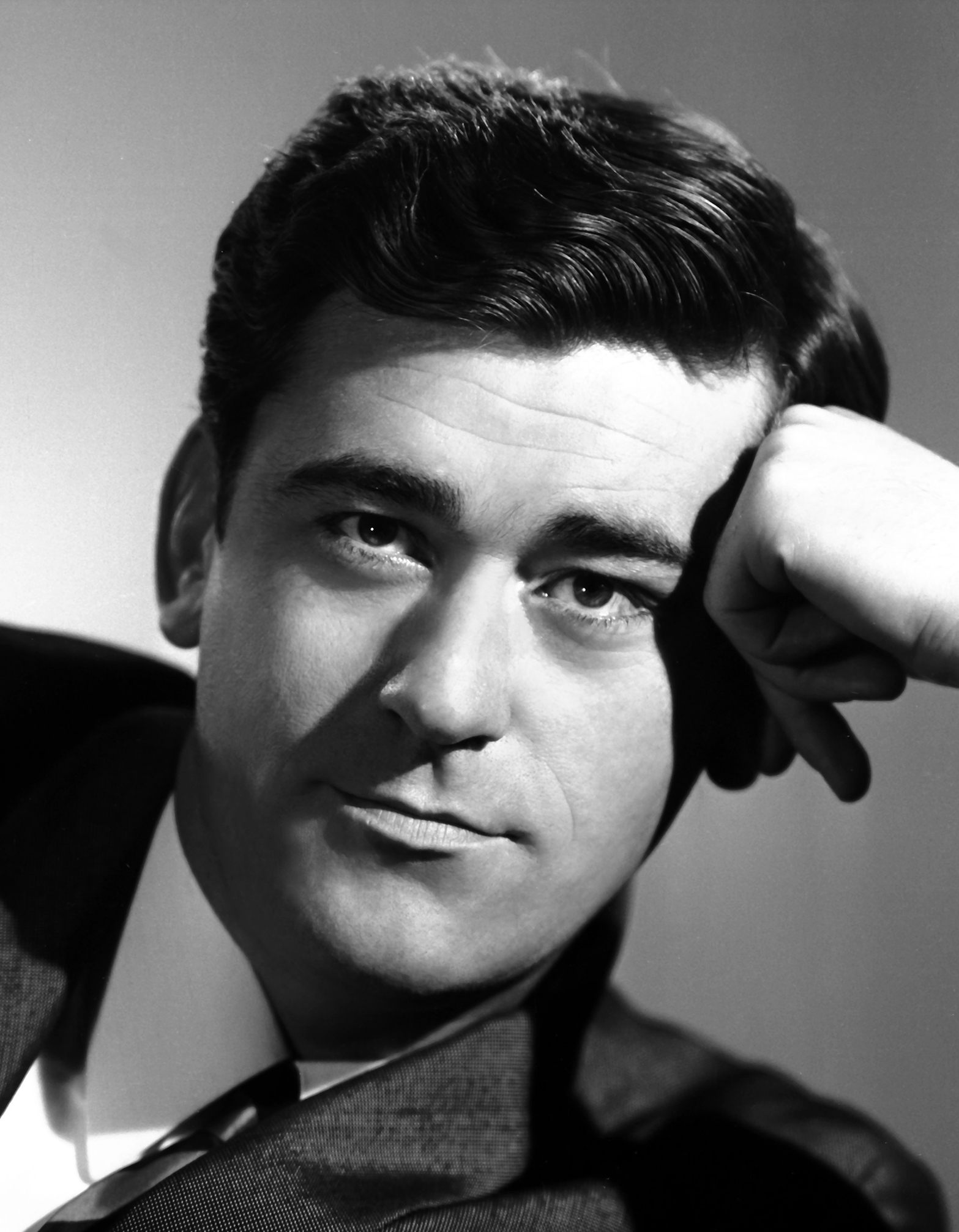
Koós János
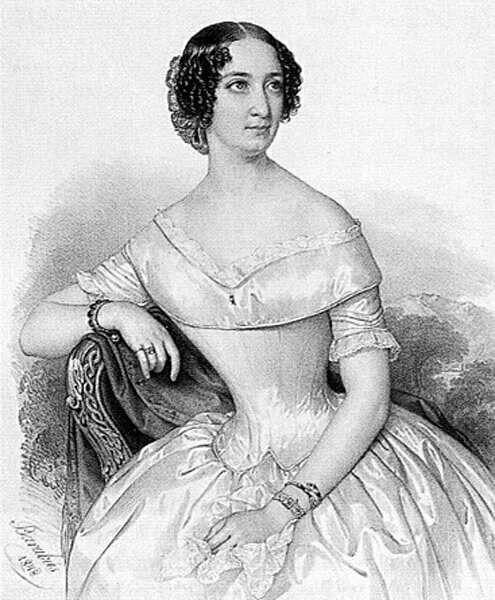
Laborfalvi Róza
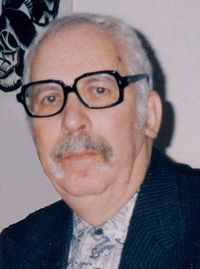
Mátyás József
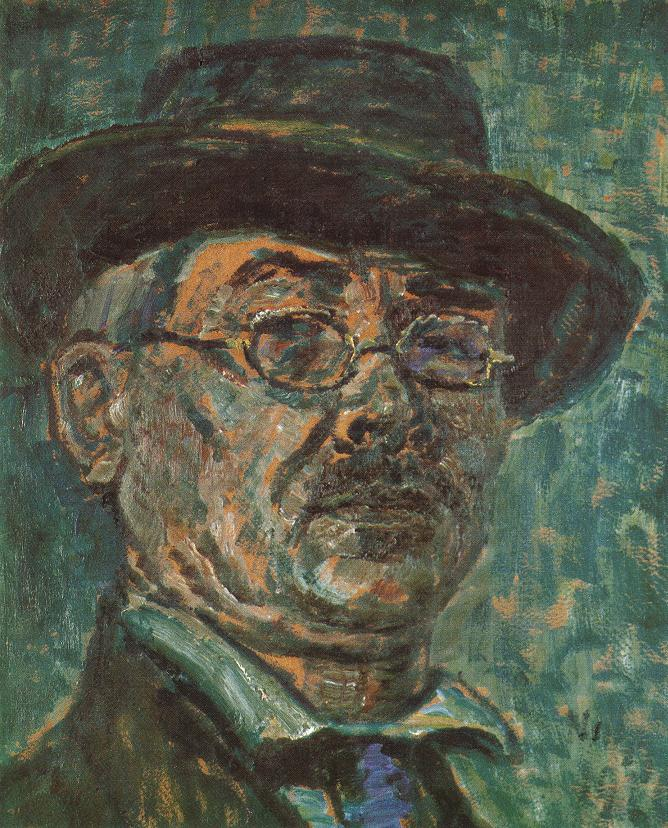
Nagy István
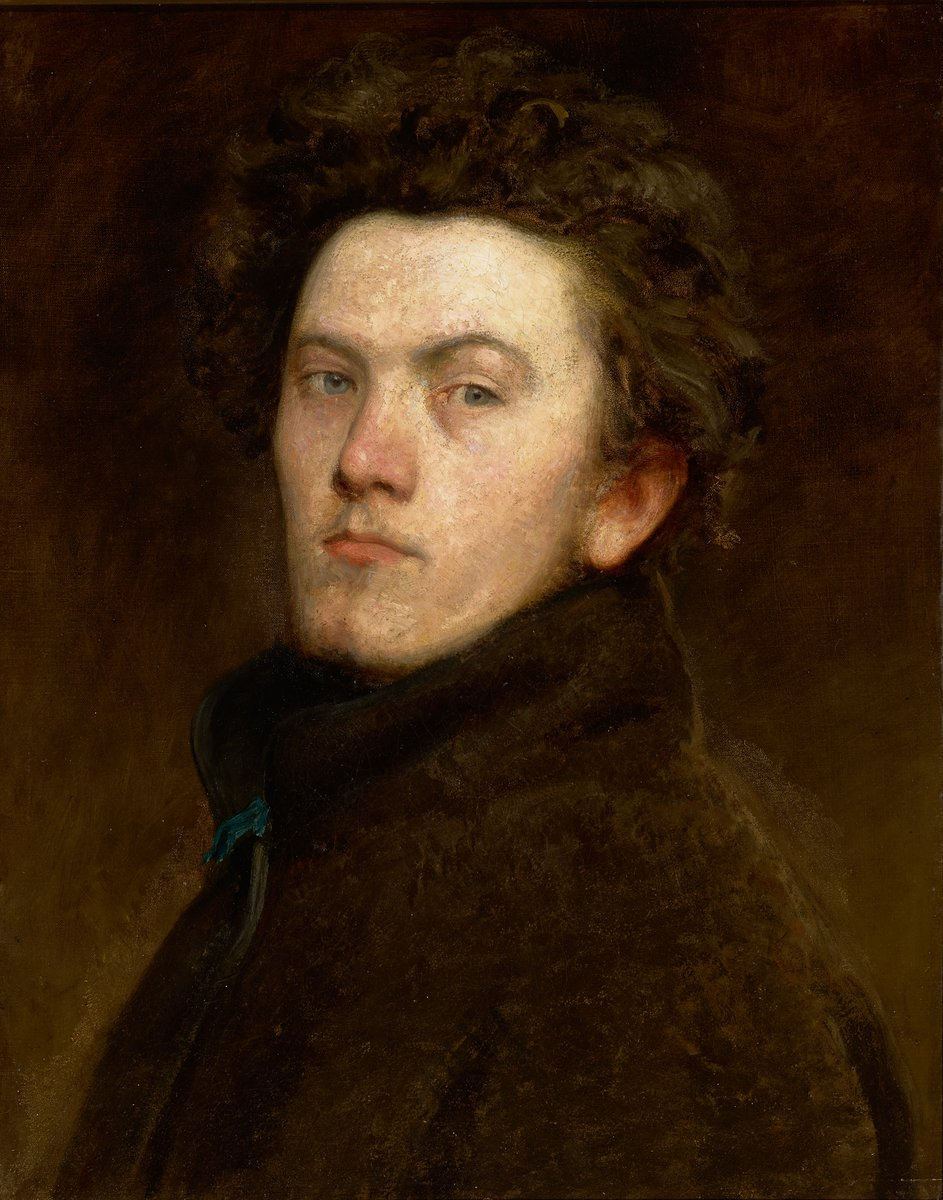
Székely Bertalan

### Más tevékenységek
A székely egyházi személyek között Márton Áron a legismertebb, aki az erdélyi katolikus egyház püspöke volt. Jelmondatául a „Non recuso laborem” – nem futamodom meg a munkától – mondatot választotta. „Ez a latin nyelv gazdagsága alapján akár így is fordítható: nem utasítom el a bajt, a nyomorúságot, a szenvedést. Mély értelmű utalás volt ez munkával és szenvedéssel teli életére. Áron püspök a bécsi döntés után Dél-Erdélyben maradt, Gyulafehérvárról kormányozta egyházmegyéjét. A második világháború alatt, és az azt követő nehéz években az emberi jogok és a keresztény szeretet következetes, kiegyensúlyozott, bátor képviselője volt”. 1945 májusában XII. Piusz pápa Serédi Jusztinián hercegprímás halála után Márton Áront kívánta bíborossá kinevezni, azonban Rákosi Mátyás heves tiltakozása miatt végül Mindszenty Józsefet választotta.
Bod Péter református lelkész, irodalomtörténész is székely származású, ő írásai és térképei révén vált ismertebbé. Alapos és sokoldalú történetírói munkásságával valamennyi kortársát meghaladta, és szabatos nyelven írt műveivel a magyar nyelv fejlődéséhez is hozzájárult. Törekedett a magyarított földrajzi nevek alkalmazása, és teljes szemléletváltozást hozott, a magyar nyelvű földrajzi nevek használatát vezette be a magyar kartográfiába. Ő volt az, aki már 1760-ban felvetette egy erdélyi tudós társaság létrehozásának gondolatát.
Székely egyházi személyek közül kiemelkedőek még: Baróti Szabó Dávid, Benkő József, Gegő Elek, Szabó Árpád, Székely Sándor és Zöld Péter.
Székely származásúak még:
- a gyergyóremetei születésű Balás Jenő bányamérnök, kutató, a magyar bauxitbányászat úttörője és jelentős vízszabályozási munkálatok tervezője;
- Budai József pomológus, geológus;
- Czetz János az 1848–49-es forradalom és szabadságharc honvédtábornoka, az argentin hadsereg kiemelkedő szervezője és Argentína első nemzeti katonai akadémiájának (Collegio Militar de la Nación) 25 éven keresztül az igazgatója. Katonai tevékenysége mellett jelentős a földrajztudományi munkássága, hiszen földmérőként dolgozott Argentínában ahol feltérképezte az ország Paraguay-jal és Brazíliával határos vidékét;
- Csűrös Zoltán Kossuth-díjas vegyészmérnök;
- Dani Zoltán nyugalmazott ezredes, akinek a találmánya tette alkalmassá a légvédelmi egységeket egy lopakodó célpont befogására (a világon elsőként föld-levegő rakétával lelőtt 1999. március 27-én egy amerikai gyártmányú F–117 Nighthawk lopakodó repülőgépet);[103]
- Domokos Pál Péter Széchenyi-díjas tanár, történész, néprajzkutató, a csángók történetének, kultúrájának kutatója;
- Domokos Péter finnugrista irodalomtörténész, nyelvész, a finnugor nyelvű irodalmak és népköltészet kutatója, tanára (2007-től professor emeritus);
- Dósa Elek jogi doktor, akadémiai jogtanár, a képviselőház alelnöke, az MTA tiszteleti tagja, költő;
- Dózsa György az 1514-es parasztháborúba torkollott keresztes hadjárat katonai vezetője;
- Gábor Áron az 1848–49-es forradalom és szabadságharc legendás ágyúöntője és tüzértisztje, aki a csatamezőn vesztette életét;
- Márton Gyárfás földmérő, geodéta, fotogrammetriai szakíró, műszaki szótárszerkesztő, tudományos kutató, katonai akadémiai oktató ezredesi rangban;
- Székely Mózes erdélyi fejedelem;
- Vásárhelyi János Ferenczy Noémi-díjas formatervező, bútortervező;
- Venczel József társadalomkutató, egyetemi tanár, közíró.

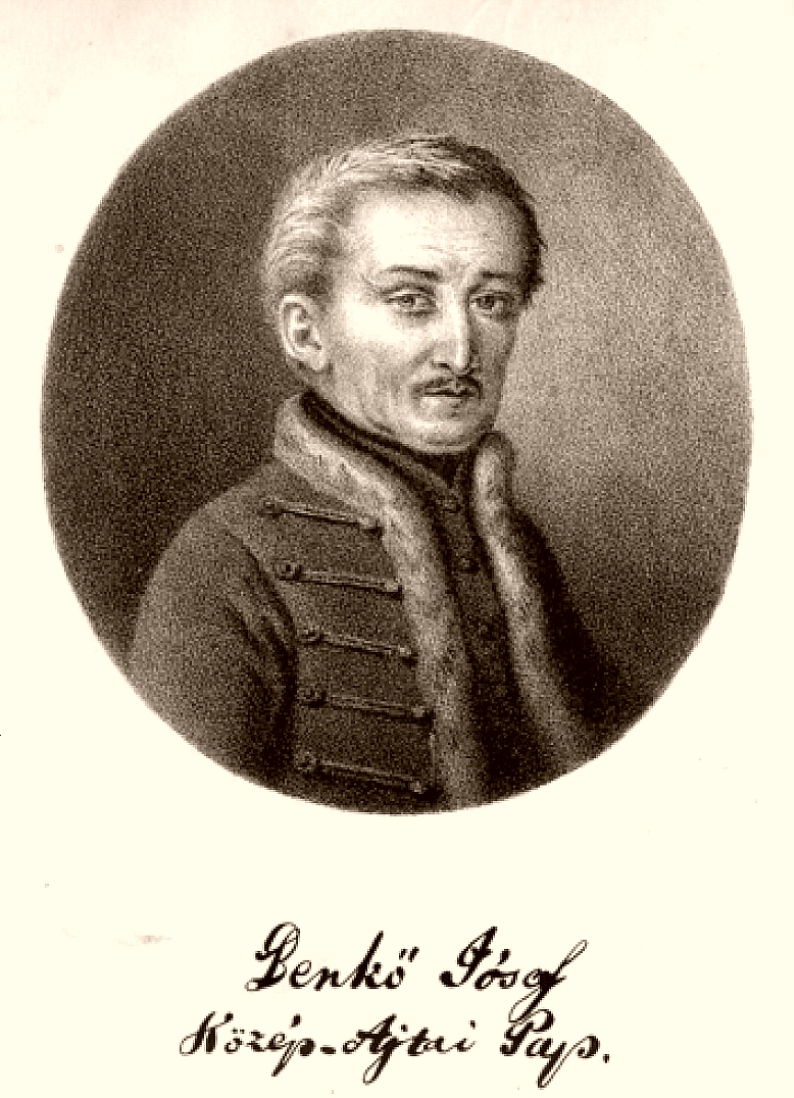
Benkő József
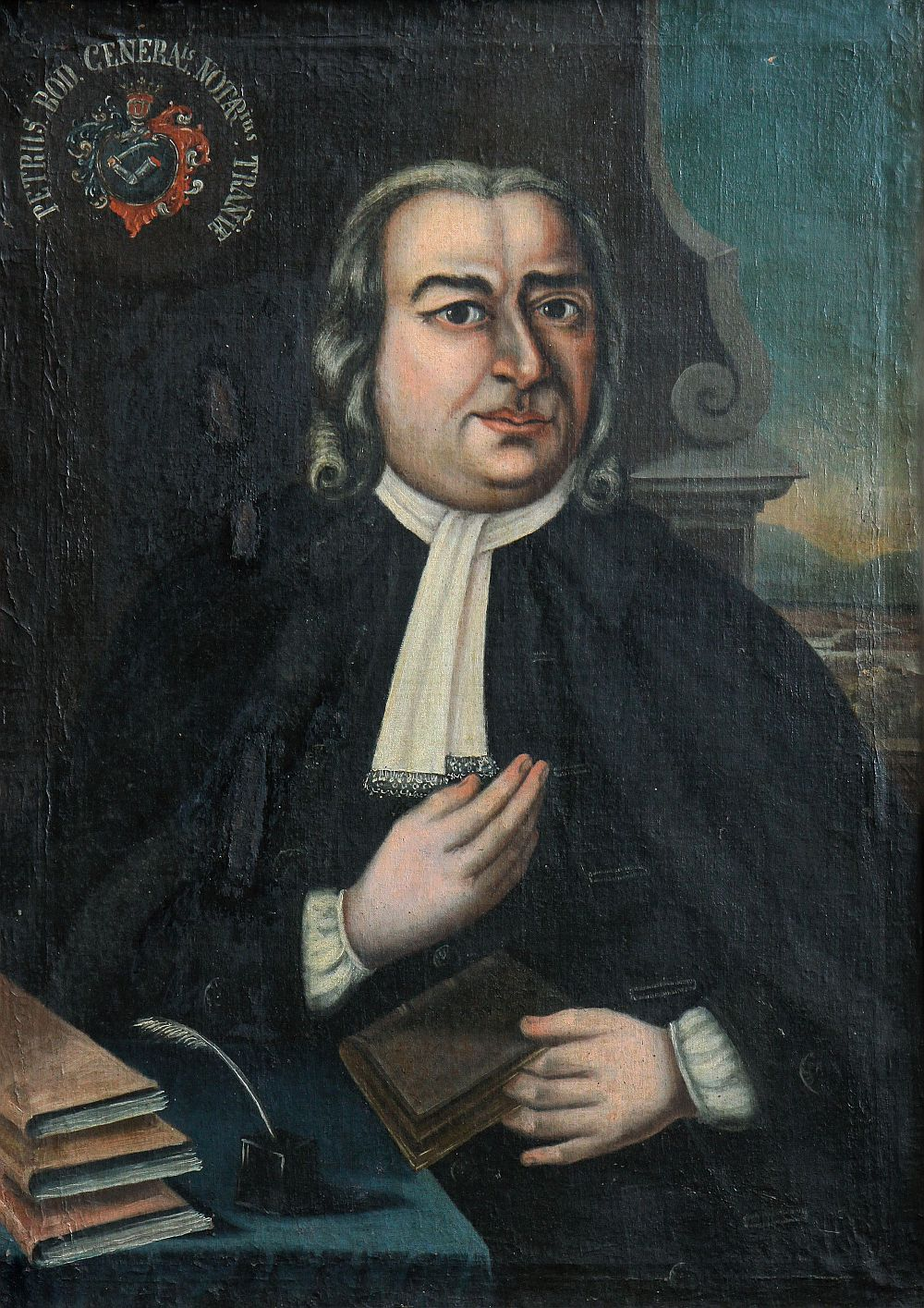
Bod Péter
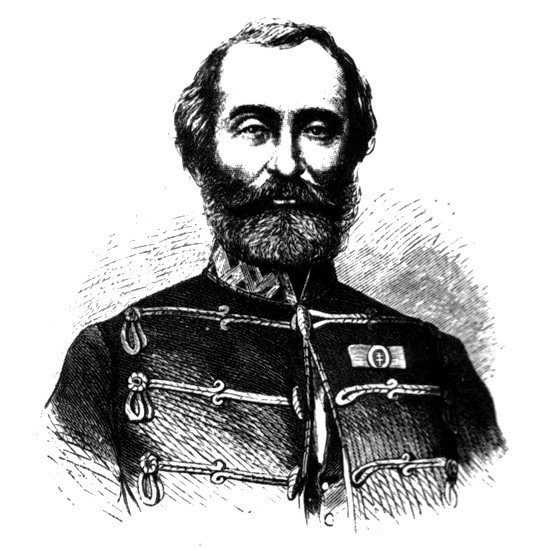
Czetz János
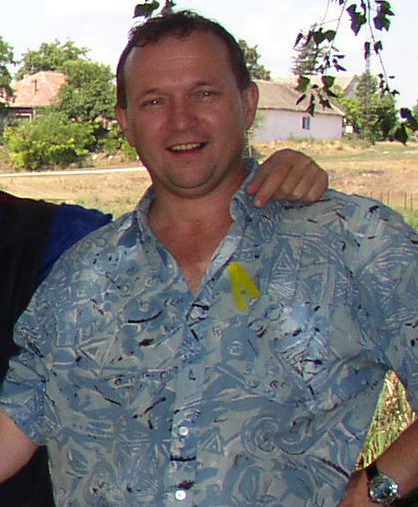
Dani Zoltán
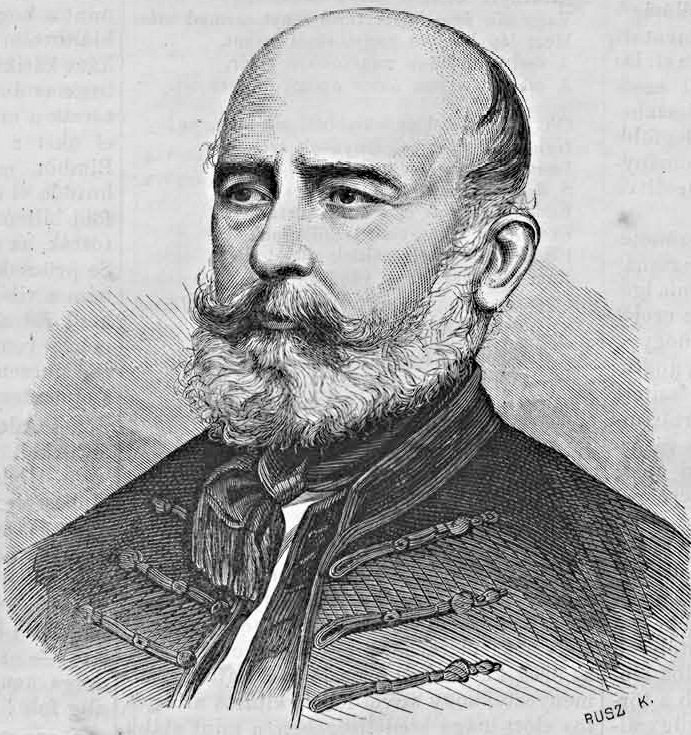
Dósa Elek
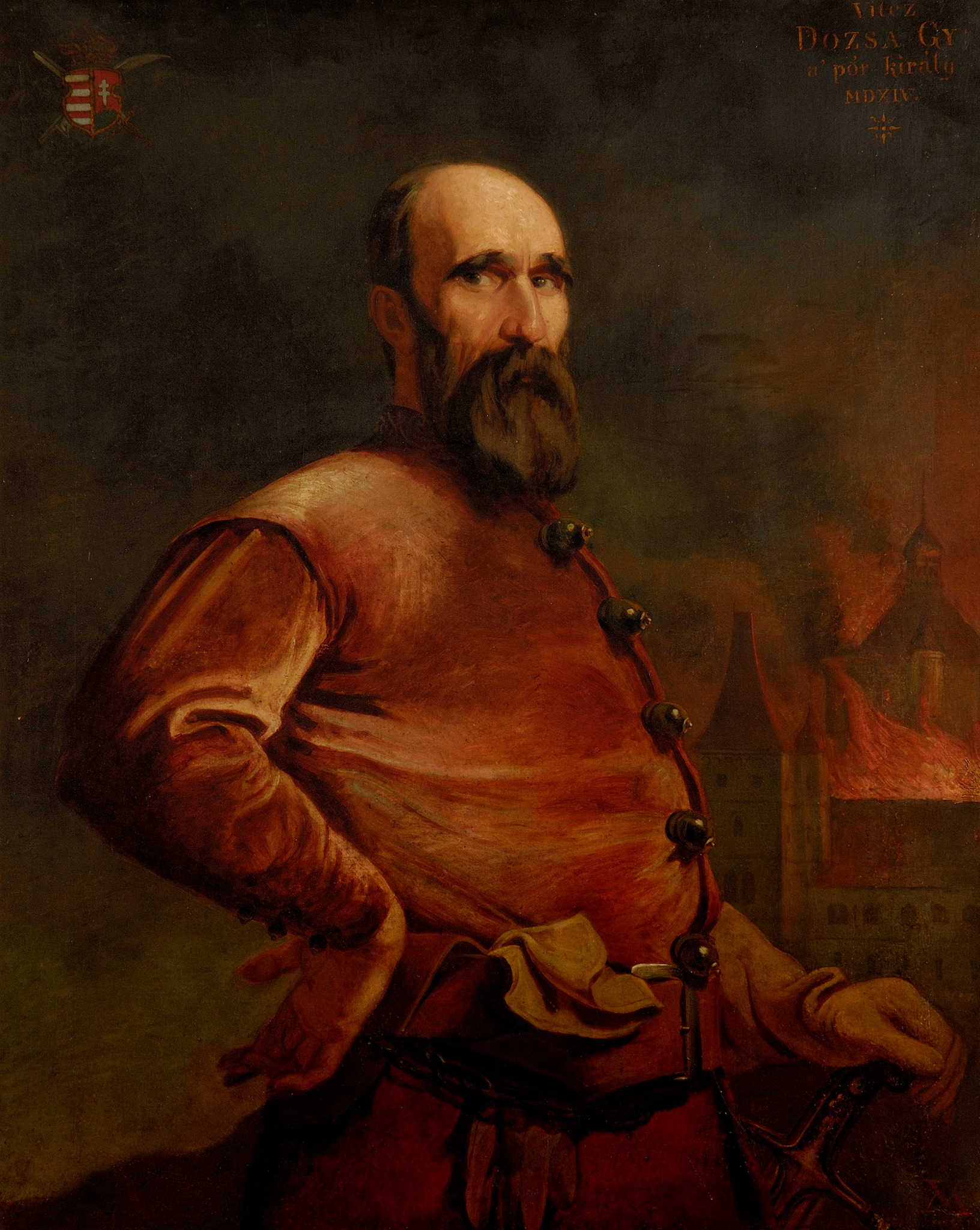
Dózsa György
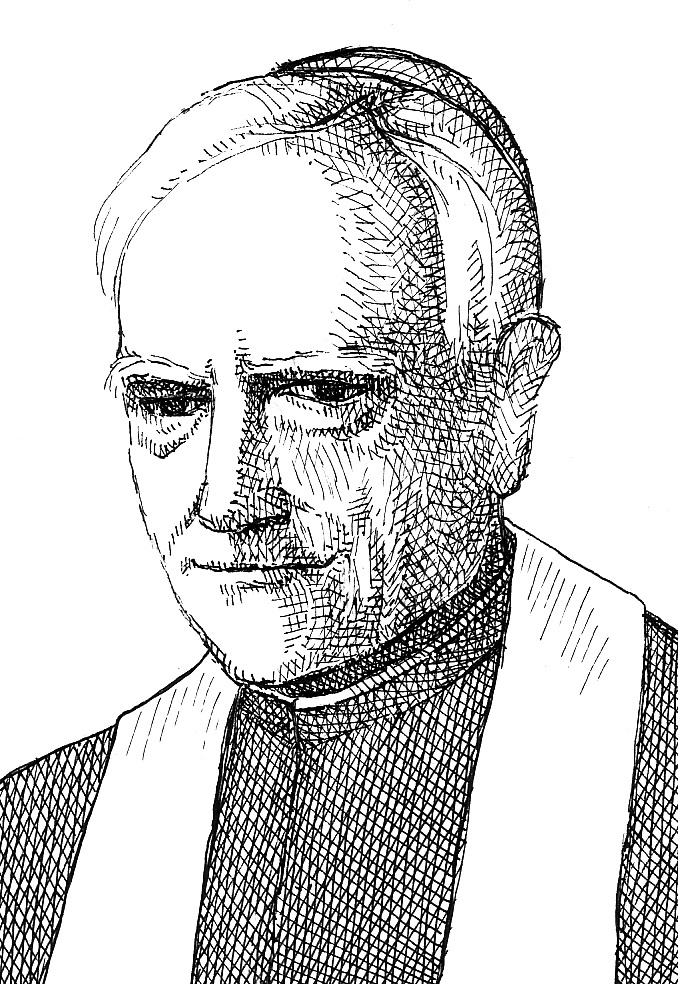
Márton Áron
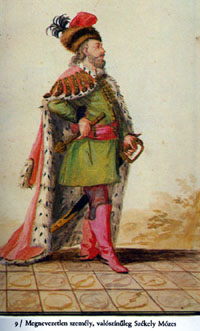
Székely Mózes

## A székely kultúra

### A székely népviselet
Mint minden népcsoportnak a székely népnek is megvan a rá jellemző viselete. A székely viselet különlegessége a háziszőttes anyagok nagyobb szerepében nyilvánult meg. A székely népviseletnek alapanyaga hagyományos kézi megmunkálással házilag készült, házi szőttes gyapjú, kender, len és ugyancsak házilag tenyésztett juhbőr, amit szintén maguk szabtak és varrtak. A viselet alakulását természeti, fizikai körülmények is befolyásolják. A székelyruha határozott táji vagy helyi jegyekkel rendelkezik, melyekről az egyes falucsoportok, falvak lakói felismerik egymást (például a rokolya színes csíkozású háziszőttesből készül, a csíkok szélessége, a színek összeválogatása falvanként, korok és alkalmak szerint változik).
A székely népviseletek az 1940-es évekig helyenként jelezték viselőjük családi állapotát vagy felekezetét is: Háromszéken például a nőszövetségek a leányoknak fehér kötényes és lájbis, az asszonyoknak fekete kötényes és réklis együtteseket készíttettek. Elsősorban az etnikai és helyi identitást hangsúlyozták velük, és azokban a falvakban, ahol több felekezet is volt, az ahhoz való tartozást is, mint Szentivánlaborfalván, ahol külön szőttest készíttettek az unitáriusok és másfélét a reformátusok.
A székely eredettel is rendelkező gyimesi csángók viseletét az apró, finom hímzések teszik értékessé. Fő jellegzetességük a „fonáján varrott”-nak nevezett öltéstechnika. A női inget a könyöknél összeráncolták és a ráncolásnál szövőöltéssel hímezték. Nincs két egyforma inghímzés. Alul pendelyt, rajta a moldvaihoz hasonló lepelszoknyát viselnek. A férfiing bő és hosszú, deréknál kieresztik akárcsak más csángó vidékeken. Alul, nyáron szűk vászonharisnya, télen ugyanaz posztóból. Előszeretettel viselik a hímzett bőr mellyest.

### A székely népdal, népzene
Székelyföld a Kárpát-medence egyik legarchaikusabb területe néprajzi szempontból. Népdalait, valamint népzenéjét a tiszta vagy erősen pentaton, gazdagon díszített régi stílus jellemzi. Balladák, siratók, illetve az Alföldről beszivárgott betyár- és rabénekek is nagy számban fordultak elő ezen a területen. Bartók Béla, Kodály Zoltán és Lajtha László csíki gyűjtései fontos mérföldkövei voltak a magyar népdal- és népzenekutatásnak. A székelység, főleg Csík – és a Vikár Béla által felkutatott – Udvarhely képviselte hosszú ideig a magyar zenei hagyomány leggazdagabb és legrégiesebb fokát.
A gazdag és változatos népzenekincs felgyűjtését, tanulmányozását és közlését a századforduló éveiben Seprődi János kezdte el, és az említett Vikár Béla, Bartók Béla, Kodály Zoltán és Lajtha László népdalgyűjtései mellett kiemelendőek Domokos Pál Péter és Járdányi Pál gyűjtőmunkáiról sem. A 19. században népszerűvé váltak az új stílust képviselő lassú csárdások, szöktetők (friss csárdás). A táncrendben azonban a lassú csárdás és a szöktető között zenélik az enyhén aszimmetrikus, gyors dűvővel kísért, régies korcsos dallamokat.
A gyimesi csángók ősei a 17–18. században a csíki székely és a moldvai magyar falvakból vándoroltak ki a Tatros folyó völgyébe. A gyimesiek a székely paraszti műveltség archaikus vonásait őrizték meg népi kultúrájuk zárt helyzetéből adódóan. A siratók, szó-dó pentaton dalok nagy száma mellett négyfokú dalok sokasága is megtalálható. A hagyományos zenében megőrzött régiségek, mint például a hegedűt kísérő ütőgardon aszimmetrikus ritmusai teszik rendkívül archaikussá ezt a zenét. Az egykori gazdag székely díszítésmódot használják a gyimesi csángók. Az új stílust a verbunk képviseli, de énekei, hangszeres dallamai a régi stílust képviselik. A Bukovinába települt székelység – szívóssága és származásukhoz való ragaszkodása révén – a történeti magyar énekkincsből sokat megőrzött. Gazdag siratóhagyományuk mellett a pentaton dalok is nagy számban fellelhetőek. Kodály Zoltán szavaival élve: „a bukovinai népdalkincs a magyar népdalkincs esszenciája”.
Számos zeneszerzőnk, énekesünk és zenei együttesünk merített a gazdag székely néphagyományokból. 1908-ban az oktatási célokra szánt Bartók Béla 10 könnyű zongoradarabja (Sz 39, BB 51) között ott találjuk ötödikként az Este a székelyeknél című darabot is, amelyben a falusi emlékeket felidéző, székely dallamok stílusában fogant melódia fafúvósokon szólal meg, míg a vonóskar harmóniái a szenvedélyes deklamáció hátterét adják.
Szintén a székely népdalokra épül Kodály Zoltán 1932. április 24-én Budapesten, a Magyar Állami Operaházban bemutatott egyfelvonásos daljátéka, a Székely fonó, mely a zeneszerző második színpadi műve volt, és tulajdonképpen egy hatalmas népdalfüzér.
A könnyűzenei alkotók közül is sokan felhasználnak székely vagy csángó népzenei elemeket, kezdve az Illés-együttestől a Balkan Fanatikon át Sebestyén Mártáig. Utóbbi három gyimesi csángó dalfeldolgozást is énekelt a Deep Foresttel együtt, a legismertebb a Márta dala azaz a Marta's Song.

### A székely népművészet
A fazekas- és díszítőművészetben egyes tájak különösen gazdag formavilágot alakítottak ki, mint a „tipikusan székely” és összetéveszthetetlen csíkdánfalvi fekete kerámia vagy a korondi kerámiaedény-készítés és -festés. Ugyanakkor a székely fafaragás teljesedik ki a kopjafákban, illetve a székelykapukban, illetve a bútorkészítés a faragott vagy festett bútorokban. Forma- és motívumviláguk jelentést hordoz, önarcképe, lelki és érzelmi világuk tükrei.
A székely népművészet a hímzések, szőttesek és varrottasok útján is kihangsúlyozza az egyéni forma- és motívumvilágot. Kender és pamut-, nem egyszer egészen vékony pamutvászonra varrták őket pamutfonallal, selyemmel csak kivételesen. A hímzőfonal színe piros és kék, ritkábban a kettő együtt. Az öltéstechnika általában szálán-varrott, csupán kevés keresztszem lazítja. Az hímzések között vannak tisztán mértani mintájúak és mértani formájú növényi minták, virágtövek. A hímzések egészét tekintve szembeötlik az aprólékos kidolgozás (kiváltképp a csíki példányokon), a levegős, ritkás rajz, a jól áttekinthető szerkezet. Jól tagolt, bizonyos gazdaságossággal megszabott mezőket hímeznek, a zsúfolásnak nyoma sincs. A székely hímzéseken a varrók a minta tisztaságára, rajzosságára törekedtek, így a székely hímzések egyszerűek, de mintakincsük igen változatos. Általában széles középhímet varrtak, amit két oldalról sima vagy szaggatott vonalsor zár le; a szerény peremdísz, melynek formája mindig független a középhímtől, ehhez tapad közvetlenül.

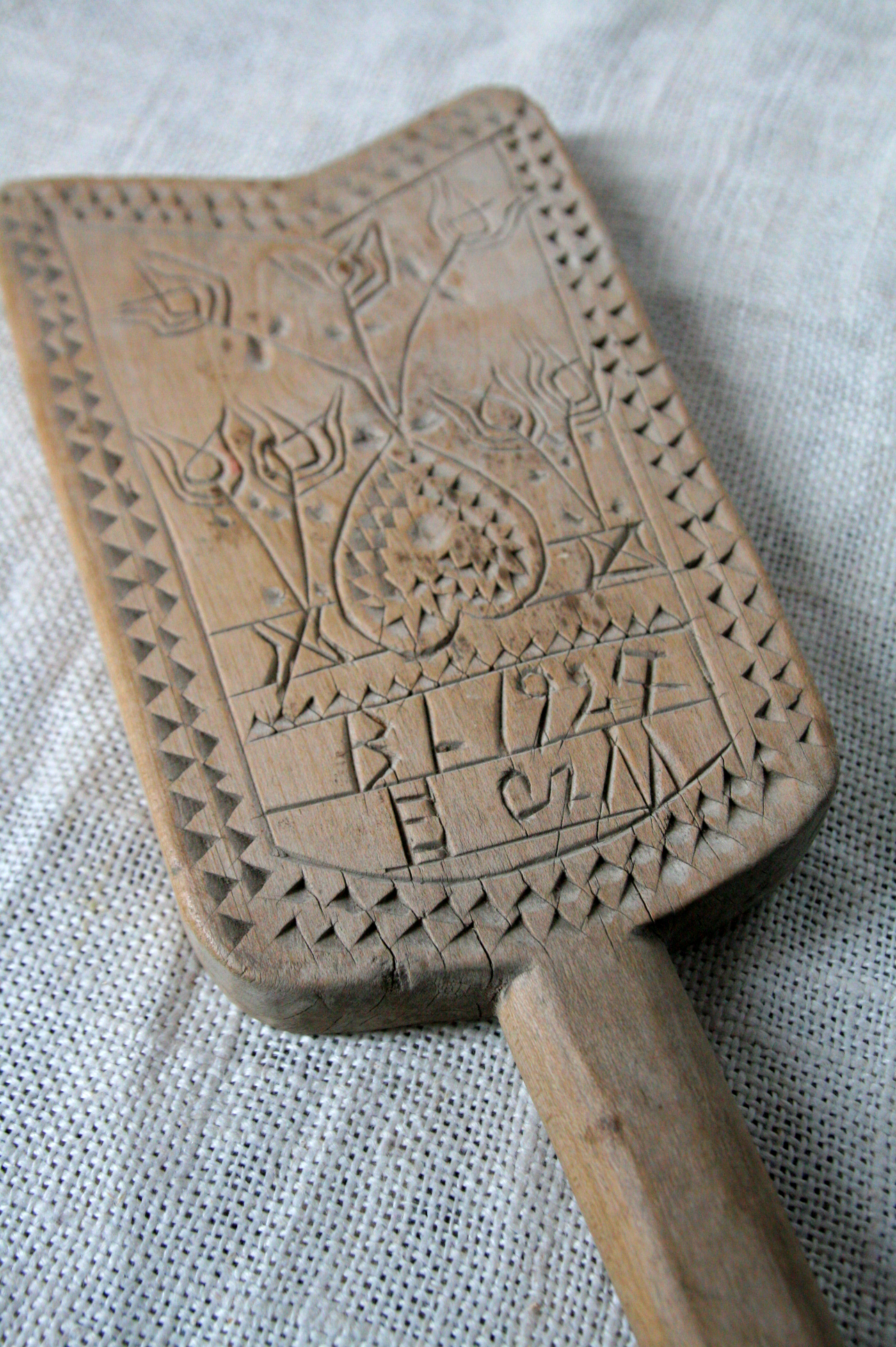
Faragott sulykoló
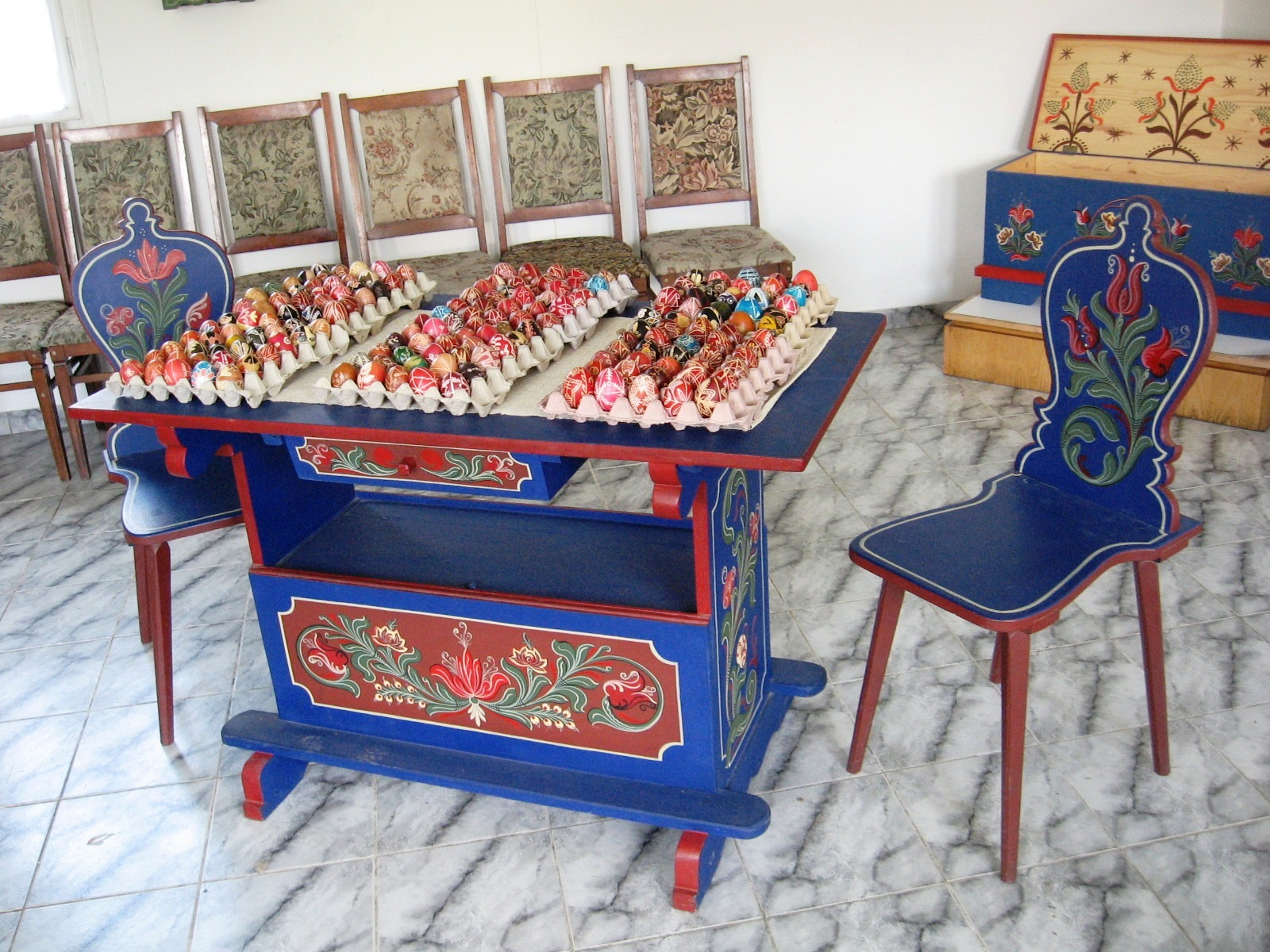
Festett bútorok
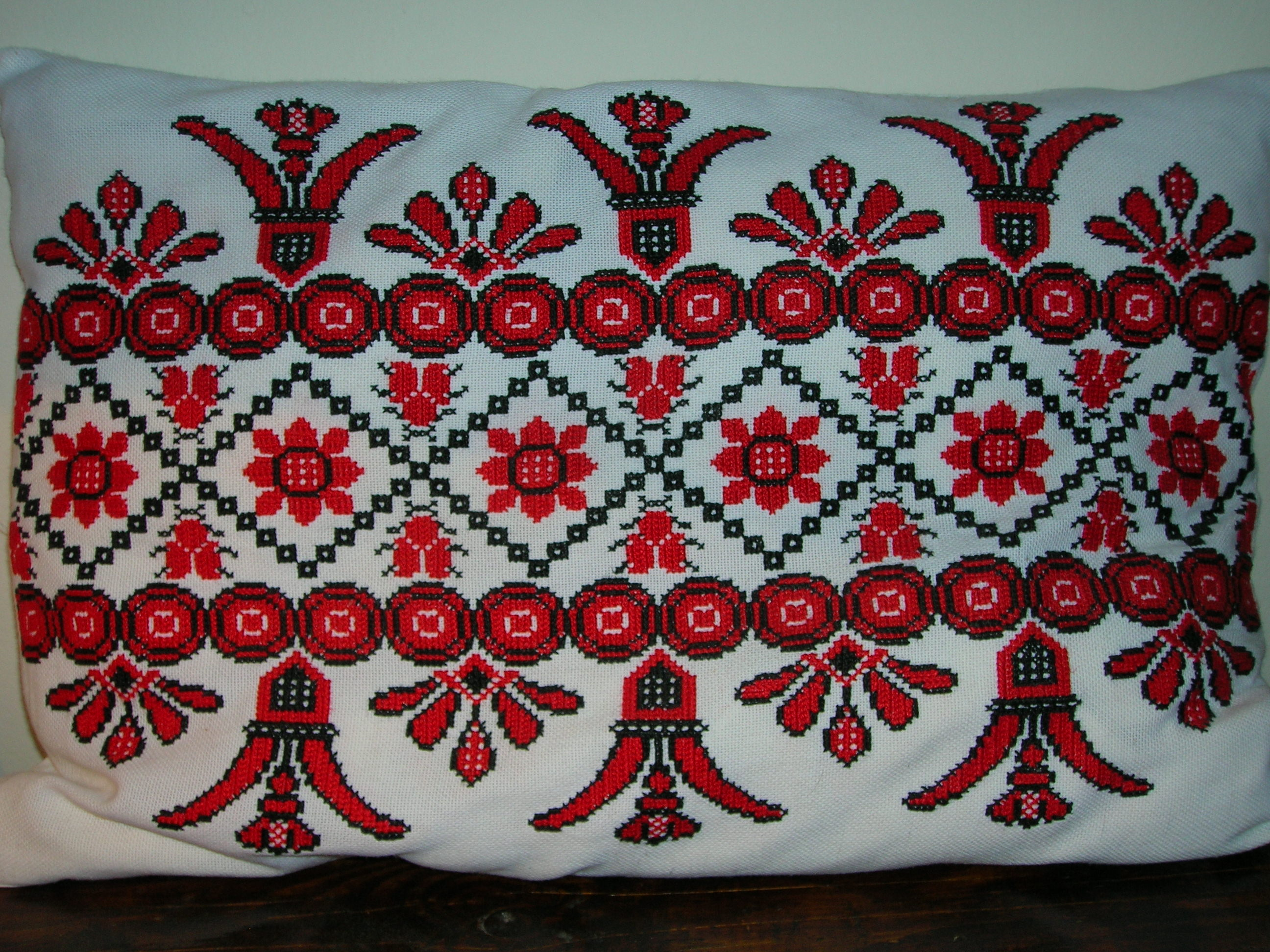
Varrottas párna
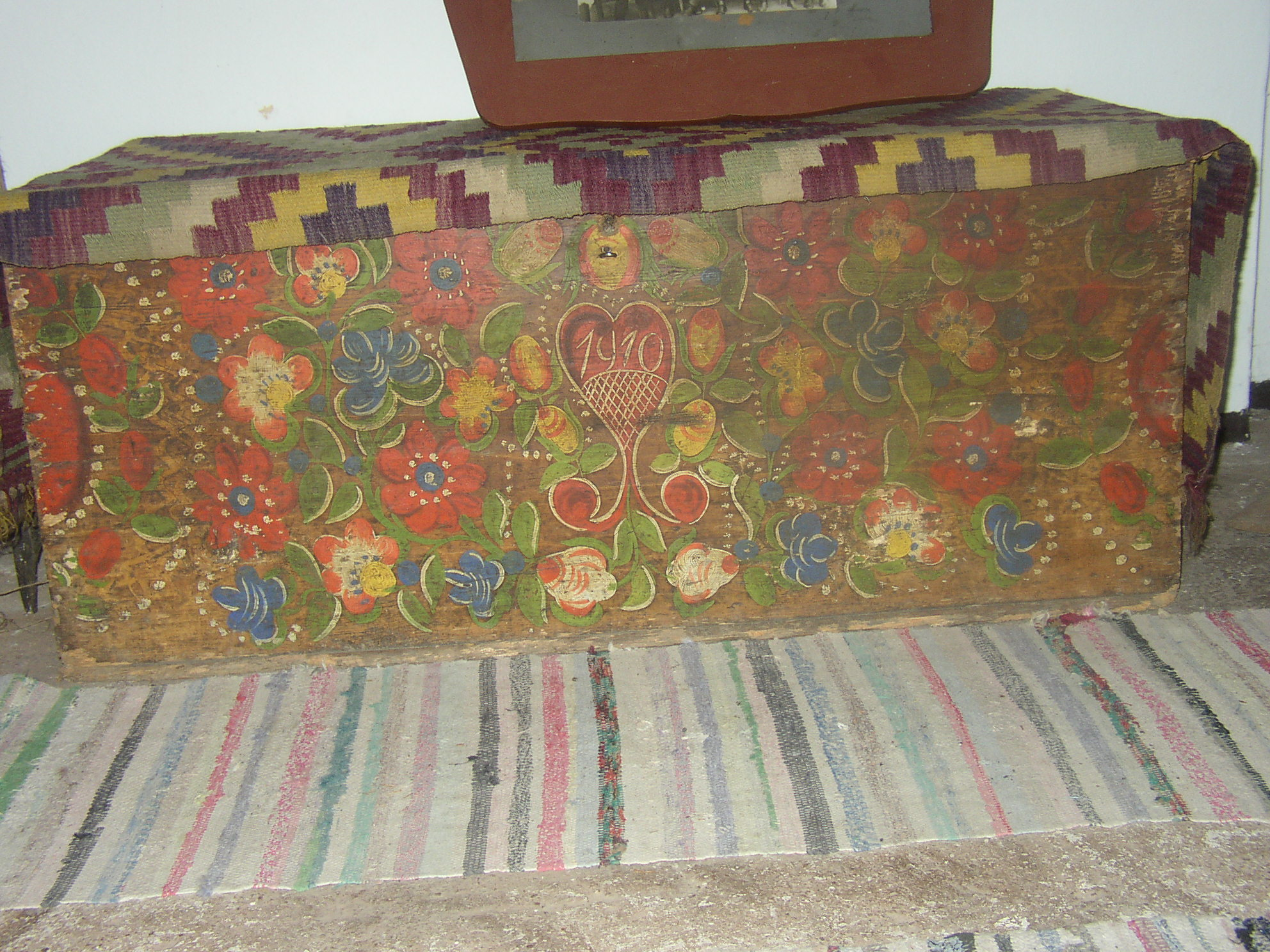
Festett faláda

### A székely–magyar rovásírás
Ezt az írást a magyarok több csoportja használta, s mindennapi használatra alkalmas betűírásként a székelyek őrizték meg.
Az államalapítás után Magyarország első keresztény királya, Szent István elrendelte a latin ábécé örökbefogadását. A rovásírás az ország távoli, erdélyi részeiben használatban maradt a székelyek által, a késő 1850-es évig, illetve napjainkban újra terjed. Alapvetően alfabetikus írás, jellemzője, hogy minden hangra külön jelet alkalmaz, de vannak szó-, szótag- és mondatjelei is. Bizonyos tekintetben alkalmasabb a magyar nyelv fonémáinak lejegyzésére: a latinra épülő magyar írás kétjegyű és segédjeles betűi (például cs, gy, ly, sz, é, ő stb.) a rovásírásban egyetlen, önálló jegyként jelennek meg.
A székely írás nem azonos sem a nagyszentmiklósi kincsen is látható az írástörténeti szakirodalom egy részében „tiszai írás” néven tárgyalt kárpát-medencei rovásírással, sem a kazáriai rovásírással.
| Magyar ábécé latin betűkkel                       | a | á  | b | c  | cs | d  | dz | dzs | e  | é | ë | f | g | gy | h | i |
| ------------------------------------------------- | - | -- | - | -- | -- | -- | -- | --- | -- | - | - | - | - | -- | - | - |
| Székely-magyar rovásírás Forrai-féle változat     |   |    |   |    |    |    | –  | –   |    |   | – |   |   |    |   |   |
| Székely-magyar rovásírás Unicode szabványtervezet |   |    |   |    |    |    |    |     |    |   |   |   |   |    |   |   |
| Magyar ábécé latin betűkkel                       | í | j  | k | ak | l  | ly | m  | n   | ny | o | ó | ö | ő | p  | q | r |
| Székely-magyar rovásírás Forrai-féle változat     |   |    |   |    |    |    |    |     |    |   |   |   |   |    | – |   |
| Székely-magyar rovásírás Unicode szabványtervezet |   |    |   |    |    |    |    |     |    |   |   |   |   |    |   |   |
| Magyar ábécé latin betűkkel                       | s | sz | t | ty | u  | ú  | ü  | ű   | v  | w | x | y | z | zs |   |   |
| Székely-magyar rovásírás Forrai-féle változat     |   |    |   |    |    |    |    |     |    | – | – | – |   |    |   |   |
| Székely-magyar rovásírás Unicode szabványtervezet |   |    |   |    |    |    |    |     |    |   |   |   |   |    |   |   |